# Le Poulpe (collection)
Pour les articles homonymes, voir Le Poulpe.
« Le Poulpe » est une collection de romans policiers populaires, engagés à gauche politiquement, au format livre de poche, publiée initialement aux Éditions Baleine (de 1995 à 2016), puis réactivée par les Éditions Moby Dick en 2024. C'est aussi le surnom du héros de cette collection, Gabriel Lecouvreur, un enquêteur anarchiste. La série comptabilise 202 titres « officiels ».

## Historique
Dans un bistrot parisien du XXe arrondissement de Paris, Jean-Bernard Pouy propose, à Patrick Raynal et à Serge Quadruppani, de l'aider à créer le personnage de Gabriel Lecouvreur, dit « Le Poulpe », un jeune détective libertaire, en contribuant à l'établissement de sa « bible ». Les trois auteurs tombent d'accord sur l'idée que l'enquêteur en question se pencherait sur toutes « les plaies sociales » pour les dénoncer. Chaque épisode, écrit par un auteur différent, suit les aventures de ce même personnage. Son surnom « Le Poulpe » vient de ses longs bras semblables aux tentacules d'un poulpe. Cela fait également référence aux pulps.
La collection est inaugurée aux Éditions Baleine en 1995 avec La Petite Écuyère a cafté de Jean-Bernard Pouy, qui se voit désigné directeur de la collection.
Dès les premiers épisodes de la série, le succès est au rendez-vous. « Le Poulpe » devient alors la locomotive des éditions et entraîne dans son sillage d'autres collections telles que Instantanés de polar, Cheryl, Canaille/Revolver, Tourisme et polar, Macno et Velours.
Jean-Bernard Pouy déclarait ne pas faire de sélection dans les manuscrits, les publiant dans leur ordre d'arrivée pour rendre compte sans filtre de ce qui s'écrit. De cette façon la collection a rapidement dépassé les 100 épisodes, très inégaux mais attirant des signatures d'horizons très divers : maîtres du roman noir, habitués des collections blanches ou encore des amateurs, des collectifs.
D'après Serge Quadruppani, le lancement du « Poulpe » et le cinquantenaire de la Série Noire - deux opérations éditoriales pour la même année 1995 -, sont venues dynamiser un redémarrage du genre policier qui s'amorçait.
La collection a donné lieu en 1998 à un film réalisé par Guillaume Nicloux, avec Jean-Pierre Darroussin : Le Poulpe, le film. Entre 2000 et 2010, vingt titres ont été adaptés en bande dessinée par 6 pieds sous terre : collection Le Poulpe en bande dessinée.
De janvier 2009 à janvier 2013, la collection a été dirigée par Stéfanie Delestré. Elle est ensuite dirigée par Gwenaëlle Denoyers (de 2013 à 2016). Cinq à six titres inédits paraissaient chaque année.
En 2016 a eu lieu une exposition organisée par la Mairie de Paris à la Bibliothèque des littératures policières (BiLiPo). En signant toutes les couvertures de la collection, Miles Hyman a fait le lien entre chaque épisode et chaque auteur. L'exposition est revenue sur cette aventure éditoriale en exposant quelque 80 originaux de Miles Hyman.
En 2024, la collection est rachetée par les éditions Moby Dick qui rééditent des titres et inaugurent une collection parallèle, « La Fille du Poulpe », coordonnée par Serguei Dounovetz.

Logotypes de la collection et de ses déclinaisons
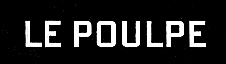
Logotype de la collection « Le Poulpe ».
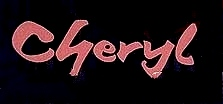
Logotype de la collection « Cheryl » aux Éditions Baleine.
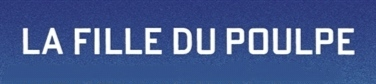
Logotype de la collection « La Fille du Poulpe ».

## Débats et controverses

### L'affaire Gilles Dauvé
Fin 1995, Gilles Dauvé, par l'intermédiaire de son ami Serge Quadruppani, soumet aux éditions Baleine le manuscrit d'un épisode du « Poulpe ». Jacques Baynac, historien et cofondateur de la librairie La Vieille Taupe, l'apprend et recommande à Jean-Bernard Pouy, directeur de collection, de refuser ce manuscrit car il considère que son auteur est révisionniste,. Jean-Bernard Pouy se renseigne sur Gilles Dauvé auprès de Didier Daeninckx qui confirme que Dauvé est un négationniste de l'ultra-gauche. Il a provoqué « le pourrissement d'une partie de La Vieille Taupe, et contraint ses principaux fondateurs à s'en détacher dès 1960-1970 ». Il met en garde l'éditeur : « Au cas où la maison d'édition publierait le roman de ce Gilles Dauvé dans une collection qui se positionne comme antifasciste, je me verrais dans l'obligation de retirer mon livre Nazi dans le métro qui dénonce justement le type de dérives des animateurs de La Guerre sociale, et dans lequel La Vieille Taupe apparaît sous le nom de Vieille Gaufre. La direction des éditions Baleine prit la décision d'écarter le polar de Dauvé quelques jours plus tard, à la mi-février 1996 ». En juin 1996, en réponse aux premières attaques de Didier Daeninckx, Quadruppani et Dauvé publient une brochure, préfacée par Gilles Perrault : Libertaires et ultragauche contre le négationnisme. À la suite de ces prises de position, un affrontement agite le milieu du polar français et une bonne part de l'extrême-gauche au long des années 1990 et jusqu'au début des années 2000. En dénonçant ceux qu'il juge proches du négationniste Robert Faurisson, Didier Daeninckx divise gauchistes et amateurs de polars en deux camps.

### L'affaire Hubert Michel
En 2005, Hubert Michel publie Poulpe fiction, opus où il tue à la fois Jean-Bernard Pouy et condamne le Poulpe. Beaucoup de lecteurs se sont offusqués du fait qu'il se soit octroyé une responsabilité qui ne pouvait aucunement lui échoir. En effet, d'après la Bible, seul Jean-Bernard Pouy peut tuer le Poulpe. Hubert Michel « tue Jean-Bernard Pouy himself de deux balles dans le coffre après lui avoir fait tenir un discours que JBP lui-même serait le dernier à tenir ».

### L'affaire François Brigneau
En 2010, les éditions Baleine dirigées par Jean-François Platet rééditent Faut toutes les buter !, un roman de François Brigneau, milicien pendant la Seconde Guerre mondiale, et co-fondateur du Front national en 1972. Des auteurs de la maison manifestent leur opposition. Didier Daeninckx publie une lettre ouverte où il demande son propre retrait du catalogue : « J’ai publié à Baleine, maison qui s'est construite sur une prise de parole antifasciste. Ce n'est pas pour accepter de figurer dans une décharge ». Il initie ensuite une demande collective où plusieurs auteurs (Patrick Raynal, Romain Slocombe, Francis Mizio entre autres) ayant publié chez Baleine demandent aussi leur retrait du catalogue. Jean-Bernard Pouy affirmera : « C'est la deuxième fois que le Poulpe est attaqué, de l'extérieur. Une fois de chaque côté des extrêmes. Bien évidemment que l'on se désolidarise de la provoc. Bien évidemment que ce ne sera pas au Brigneau de merde de tuer Gabriel Lecouvreur ».

## Les illustrateurs des couvertures

### Miles Hyman
Miles Hyman a signé toutes les couvertures de la collection « Le Poulpe » aux Éditions Baleine :
- du n° 1 (Jean-Bernard Pouy, La Petite Écuyère a cafté, 1995) au n° 273 (Philippe Huet, La Poubelle pour aller danser, 2011), les illustrations de couverture sont réalisées avec des pastels et des fusains.
- du n° 274 (Pierre Cherruau et Renaud Dély, La Vacance du petit Nicolas, 2011) au n° 290 (Benoît Séverac, Arrête tes six magrets, 2015) : Miles Hyman change de style. Il utilise une technique hybride entre dessin et collage numérique. Il prend le pseudonyme d'“Ex-Voto” pour signer ces couvertures réalisées en collaboration avec sa femme Carole Schilling-Hyman.
- à l'exception du n° 145 (Guillaume Nicloux, Jean-Bernard Pouy et Patrick Raynal, Le Poulpe, le film, 1998) qui reprend le visuel de l'affiche du film.
- Six couvertures de Miles Hyman ont été reprises pour les éditions allemandes du Poulpe aux éditions Rowohlt en 1998.

### Roland Reznicek
Roland Reznicek est un illustrateur autrichien. Il a étudié le graphisme et la communication visuelle à l'Université d'art et de design de Linz. Il travaille comme illustrateur indépendant pour des agences de publicité et des éditeurs. Il enseigne à l'Université d'art et de design de Linz et à l'Université des sciences appliquées de Hagenberg. Il a illustré les éditions allemandes du Poulpe aux éditions Rowohlt (7 couvertures sur les 13) en 1998.

### Olivier Balez
Olivier Balez a signé les couvertures des titres réédités aux éditions J'ai lu, dans la collection « Librio noir » (17 titres, de 1998 à 2002). Auparavant, il a illustré le « Poulpe » de Gérard Lecas, Satanique ta mère ! (n° 73), qui a été prépublié en feuilleton dans le journal Libération, durant l'été 1997. Il est ainsi le premier illustrateur à donner un visage au personnage.

### Roman Gigou
À partir de 2024, Roman Gigou illustre les couvertures du « Poulpe » aux éditions Moby Dick et celles de la collection « La Fille du Poulpe ». Roman Gigou est un graphiste indépendant depuis 2013 et l'auteur d'une bande dessinée : Rouge sang (Riveneuve éditions, 2023).

## Index des auteurs
Figurent dans la liste ci-dessous les auteurs des romans de la collection "Le Poulpe", ceux des romans hors collection, les auteurs de nouvelles, les  traducteurs, les auteurs des collections "Chéryl" et "La Fille du Poulpe".
A
- Michel Abax
- Adna H.
- Mouloud Akkouche
- Albédo (pseudonyme d'Alain Clément)
- Jacques Albina
- Gaël Algrain
- Gérard Alle
- Jean-Pierre Andrevon
- Claude Ardid
- Patrick Arduise
- Georges-Jean Arnaud (1928-2020)
- Hubert Artus
- Alain Aucouturier
- Claudine Aubrun

B
- Olivier Balez (dessinateur)
- Pierre Barachant
- Luc Baranger
- Jacques Barbéri
- Patrick Bard
- Franz Bartelt
- Cesare Battisti  Italie
- Louis Bellanti
- Alain Bellet
- Stéphanie Benson
- Maïté Bernard
- Cyril Berneron
- Violaine Bérot
- Lionel Besnier
- Laurence Biberfeld
- François Billard
- Michel Billard Sirakawa
- Antoine Blocier
- José-Louis Bocquet
- Vladimir V. Bodiansky (1928-2018)
- Alexandra Bonnamy (traductrice)
- Michel Boujut (1940-2011)
- Jérémy Bouquin
- Thierry Bourcy
- Yannick Bourg
- Pierre Bourgeade (1927-2009)
- Jean-Jacques Busino  Suisse

C
- Grégoire Carbasse
- Aïdé Caillot
- Thomas Cantaloube
- Michel Cardoze
- François Cariou
- Philippe Carrese (1956-2019)
- Antoine Chainas
- Dominique Chappey
- Christine Chaumartin
- Guillaume Chérel
- Michel Chevron
- Claudine Chollet
- Emma Christa
- Hervé Claude
- Jean-Luc Cochet
- Magali Collet
- Christian Congiu (1954-2011)
- Sophie Couronne
- Thierry Crifo

D
- Roger Dadoun (1928-2022)
- Didier Daeninckx
- Guillaume Darnaud
- François Darnaudet
- Karl Dazin
- Lucile Debaille
- Rémi Dedours
- Dominique Delahaye
- Jean-Paul Deleixhe  Belgique
- Robert Deleuse (1950-2023)
- Bertrand Delcour
- Philippe Delepierre
- Guy Delhasse  Belgique
- Gérard Delteil
- Renaud Dély
- Monique Demerson
- Florian Dennisson
- Gwenaëlle Denoyers
- Pascal Dessaint
- Pascale Dietrich
- Michel Dolbec  Canada
- Serguei Dounovetz
- Olivier Douyère
- David Downie

E
- Patrick Eris (pseudonyme de Thomas Bauduret)

F
- Roger Facon
- Laurent Fétis
- Pierre Filoche
- Pascale Fonteneau
- Grégoire Forbin
- Pierre Fort
- Pierre Fossard
- Tony Foucart
- Catherine Fradier
- Philippe Franchini
- Nathanaël Frérot

G
- Rémi Gallart
- Gilbert Gallerne
- Pierre Garcette
- Nick Gardel
- Stéphane Geffray
- Sébastien Gendron
- Mano Gentil
- Norbert Gerland (traducteur)
- Francisco Gonzales Ledesma (1927-2015)  Espagne
- Chrysostome Gourio
- Romain Goupil
- Bernard Granjean
- Sylvie Granotier
- Florian Gratton

H
- Evane Hanska (1944-2021)
- Anne-Cécile Hautbois
- Philippe Huet
- Jean-Pierre Huster
- Miles Hyman (dessinateur)  États-Unis

J
- Jean-Paul Jody
- François Joly
- Jacques Jouet

K
- Nila Kazar
- Stéphane Koechlin
- Pierre Kolaire
- Hervé Korian
- Kynndylan

L
- Éric Lainé
- Arlette Lauterbach (traductrice)
- Léon Layon
- Hervé Le Tellier
- Gérard Lecas
- Gabriel Lecouvreur (pseudonyme de Jean-Jacques Reboux)
- Marin Ledun
- Gérard Lefort
- Jérôme Leroy
- Alain Leygonie
- Christian Libens  Belgique
- Jean-Marc Ligny
- Serge Livrozet (1939-2022)
- Sophie Loubière
- Cyprien Luraghi

M
- Lucio Mad (pseudonyme de Éric-Henri Madelin) (1962-2005)
- Karim Madani
- Pierre Magne
- Mako (pseudonyme de Lionel Makowski) (dessinateur)
- Marcus Malte
- Sorin Manesia
- Woô Manh
- Jean Marboeuf
- Margot D. Marguerite
- Andreu Martín  Espagne
- Laurent Martin
- Roger Martin
- Olivier Mau
- Bruce L. Mayence
- Patrick Mercado (1951-2023)
- Louis Mesplé
- Claude Mesplède (1939-2018)
- Pierre-Alain Mesplède (1943-2011)
- Hervé Mestron
- Serge Meynard
- Hubert Michel
- Paul Milan
- Francis Mizio
- Stefan Moal (traducteur)
- Michel Moatti
- Yan Molin
- Chantal Montellier
- Jean-Patrick Muller
- Michel Musolino

N
- Guillaume Nicloux

O
- Jean-Hugues Oppel

P
- Stéphane Pajot
- Jean-Marie Paris
- Franck Pavloff
- Michel Pelé
- Chantal Pelletier
- Le Petit Olivier
- Jean-Christophe Pinpin
- Jean-Luc Poisson
- Jacky Pop (1949-2007)
- Francis Pornon
- Jean-Bernard Pouy
- Frédéric Prilleux
- Hervé Prudon (1950-2017)
- Alain Puiseux

Q
- Serge Quadruppani
- Didier Quester
- Michel Quint

R
- Christian Rauth
- Alain Raybaud
- Patrick Raynal
- Thierry Reboud
- Jean-Jacques Reboux (1958-2021)
- Dominique Renaud
- Franck Resplandy
- Théo Rival
- Stéphane Ripoche
- Sylvie Rouch
- Danièle Rousselier

S
- Carlos Sampayo  Argentine
- Mariano Sánchez Soler
- Hervé Sard
- Fred Sauton
- Serge Scotto
- Benoît Séverac
- Noël Simsolo
- Romain Slocombe
- Guillaumin Sor
- Gérard Streiff
- Cédric Suillot

T
- Olivier Thiébaut
- Fabienne Tsaï
- Serge Turbé
- Georges Tyras (traducteur)

V
- Frédérique Vacher
- Jacques Vallet (1939-2023)
- Didier Vandemelk
- Paul Vecchiali (1930-2023)
- Jacques Vettier
- Gilles Vidal
- Marc Villard
- Vladimir (pseudonyme de Vladimir V. Bodiansky)

W
- Alain Wagneur
- Lalie Walker
- Judith Wiart
- Martin Winckler (pseudonyme de Marc Zaffran)

Z
- Christian Zeimert (1934-2020)

## Quelques règles d'écritures des romans

### Les personnages récurrents
- Gabriel Lecouvreur dit « Le Poulpe » : sans domicile fixe, il oscille entre le salon de coiffure de sa compagne Chéryl, les hôtels, les pensions... Il essaie de restaurer un vieux Polikarpov. Amateur de bière, il déteste le vin. Il a eu « 40 ans en l'an 2000 »[18], ce qui suppose qu'il est né en 1960. Selon la Bible, seul Jean-Bernard Pouy peut le tuer.
- Chéryl : coiffeuse, elle tient un salon de coiffure rue Popincourt. Elle possède un chien du nom de Tony, un Yorkshire. Sa couleur favorite est le rose. Elle est la compagne du Poulpe.
- Gérard : patron du bar restaurant « le Pied de Porc à la Sainte-Scolasse ».
- Maria : femme de Gérard. D'origine espagnole.
- Vlad : aide cuisinier roumain.
- Léon : le chien du propriétaire du restaurant.
- Pédro : d'origine catalane. Il a pris part dans la lutte contre Franco lors de la guerre d'Espagne. C'est un anarchiste, ancien imprimeur. Il fournit à Gabriel faux papiers et armes.
- Vergeat : membre des Renseignements généraux. Ennemi intime de Gabriel, bien qu'il lui rende quelques services à l'occasion. Son nom correspond à Javert en verlan, clin d'œil au Javert des Misérables de Victor Hugo.

### Structure des livres
1. Le chapitre premier débute par un meurtre. On connaît l'identité de la victime, mais pas celle du meurtrier.
2. Dans le chapitre 2, Gabriel prend connaissance du meurtre (parfois déguisé en suicide), en lisant les faits divers au bar restaurant « le Pied de Porc à la Sainte-Scolasse », et décide d'aller enquêter.
3. Il s'ensuit un passage obligé chez Chéryl, puis chez Pédro pour récupérer armes et papiers.
4. Durant l'histoire, le Poulpe doit lire un livre de philosophie, poésie... et boire une bière si possible autre qu'un simple demi. Si Gabriel et Chéryl sont en couple, chacun peut avoir des aventures. Comme l'animal du même nom, Le Poulpe prend souvent des coups (« Pour l'attendrir, faut taper dessus »), et sait les rendre.
5. Au dernier chapitre, Gabriel retourne au Pied de Porc, l'affaire est résolue et le pauvre patron du bar restaurant, Gérard, ne comprend toujours pas que Gabriel ait pu résoudre l'affaire.

## Publications
La plupart des titres sont des jeux de mots tirés d'expressions classiques, de titres de films ou de livres, des palindromes (Une valse de slave nu de Vladimir Bodiansky)...

### Éditions originales aux Éditions Baleine

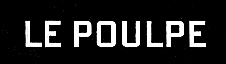
Logotype de la collection « Le Poulpe » aux Éditions Baleine

NB : les numéros qui manquent correspondent aux ouvrages parus dans les autres collections des Éditions Baleine.
Collection dirigée par Jean-Bernard Pouy (1995-2008)
1. Jean-Bernard Pouy, La Petite Écuyère a cafté, septembre 1995, 158 p.  (ISBN 2-84219-000-9)
2. Serge Quadruppani, Saigne-sur-Mer, octobre 1995, 149 p.  (ISBN 2-84219-001-7)
3. Patrick Raynal, Arrêtez le carrelage, novembre 1995, 148 p.  (ISBN 2-84219-003-3)
4. Didier Daeninckx, Nazis dans le métro, septembre 1996, 149 p.  (ISBN 2-84219-006-8)
5. Noël Simsolo, Un travelo nommé désir, mars 1996, 153 p.  (ISBN 2-84219-007-6)
6. Franck Pavloff, Un trou dans la zone, mars 1996, 132 p.  (ISBN 2-84219-008-4)
7. Paul Vecchiali, La Pieuvre par neuf, juin 1996, 151 p.  (ISBN 2-84219-010-6)
8. Jean-Jacques Reboux, La Cerise sur le gâteux, septembre 1996, 187 p.  (ISBN 2-84219-011-4)
9. Claude Mesplède, Le Cantique des cantines, septembre 1996, 135 p.  (ISBN 2-84219-012-2)
10. Pascal Dessaint, Les Pis rennais, septembre 1996, 135 p.  (ISBN 2-84219-013-0)
11. Olivier Thiébaut, Les Pieds de la dame aux clebs, octobre 1996, 153 p.  (ISBN 2-84219-014-9)
12. Gérard Delteil, Chili incarné, mai 1996, 152 p.  (ISBN 2-84219-015-7)
13. Bertrand Delcour, Les Sectes mercenaires, juin 1996, 151 p.  (ISBN 2-84219-016-5)
14. Roger Martin, Le G.A.L., l'égout, juin 1996, 134 p.  (ISBN 2-84219-017-3)
15. Jean-Christophe Pinpin, Les Gens bons bâillonnés, mai 1996, 133 p.  (ISBN 2-84219-018-1)
16. Hervé Prudon, Ouarzazate et mourir, juillet 1996, 133 p.  (ISBN 2-84219-019-X)
17. Guillaume Nicloux, Le Saint des seins, juillet 1996, 151 p.  (ISBN 2-84219-020-3)
18. Roger Dadoun, Allah recherche l'autan perdu, août 1996, 208 p.  (ISBN 2-84219-025-4)
19. Pascale Fonteneau, Les Damnés de l'artère, août 1996, 131 p. Série Chéryl.  (ISBN 2-84219-026-2)
20. Sylvie Granotier, Comme un coq en plâtre, août 1996, 151 p. Série Chéryl.  (ISBN 2-84219-027-0)
21. Romain Goupil, Lundi, c'est sodomie, octobre 1996, 135 p.  (ISBN 2-84219-030-0)
22. Olivier Douyère, Bunker menteur, octobre 1996, 151 p.  (ISBN 2-84219-031-9)
23. François Joly, Chicagone, octobre 1996, 165 p.  (ISBN 2-84219-033-5)
24. Michel Chevron, J'irai faire Kafka sur vos tombes, octobre 1996, 134 p.  (ISBN 2-84219-034-3)
25. Mano Gentil, Boucher double, octobre 1996, 138 p. Série Chéryl.  (ISBN 2-84219-036-X)
26. Mouloud Akkouche, Causse toujours !, 1997, 136 p.  (ISBN 2-84219-038-6)
27. Serge Meynard, Lapin dixit, janvier 1997, 165 p.  (ISBN 2-84219-039-4)
28. Chantal Pelletier, Lavande tuera, janvier 1997, 164 p. Série Chéryl.  (ISBN 2-84219-040-8)
29. Michel Cardoze, Du hachis à Parmentier, janvier 1997, 158 p.  (ISBN 2-84219-042-4)
30. Jacques Vallet, L'Amour tarde à Dijon, janvier 1997, 166 p.  (ISBN 2-84219-043-2)
31. Gérard Lefort, Vomi soit qui malle y pense, mars 1997, 130 p. (ISBN 2-84219-047-5)
32. Yannick Bourg, Les Potes de la perception, mars 1997, 131 p.  (ISBN 2-84219-048-3)
33. Aïdé Caillot, Le Karma saut'ra, février 1997, 158 p. Série Chéryl.  (ISBN 2-84219-049-1)
34. Alain Puiseux, Je repars à Zorro, mars 1997, 150 p.  (ISBN 2-84219-053-X)
35. Alain Bellet, Danse avec Loulou, mars 1997, 132 p.  (ISBN 2-84219-054-8)
36. Cesare Battisti, J'aurai ta Pau (trad. de l'italien par Arlette Lauterbach), avril 1997, 144 p.  (ISBN 2-84219-057-2)
37. Lucio Mad, Dakar en barre, mai 1997, 178 p.  (ISBN 2-84219-058-0)
38. Stéphanie Benson, Crève de plaisanterie, avril 1997, 134 p. Série Chéryl.  (ISBN 2-84219-059-9)
39. Bruce L. Mayence, La Belge et la Bête, juin 1997, 143 p.  (ISBN 2-84219-063-7)
40. Hervé Mestron, Eva te faire voir !, juin 1997, 131 p.  (ISBN 2-84219-064-5)
41. Guillaume Darnaud, Le Crépuscule des vieux, juin 1997, 134 p.  (ISBN 2-84219-065-3)

- Coffret Un été de Poulpe  (ISBN 2-84219-069-6) (3 volumes) :

1. Jacky Pop, La Neige du killerman manchot, août 1997, 148 p.  (ISBN 2-84219-073-4)
2. Gérard Lecas, Satanique ta mère !, juillet 1997, 147 p.  (ISBN 2-84219-074-2). Prépubl. in Libération, été 1997, avec des illustrations d'Olivier Balez
3. Evane Hanska, Le Bal des dégoûtantes, juillet 1997, 133 p. Série Chéryl.  (ISBN 2-84219-075-0)
4. Serge Livrozet, Nice baie d'aisance, septembre 1997, 142 p.  (ISBN 2-84219-079-3)
5. Jean-Luc Poisson, Le Chien des bas serviles, septembre 1997, 127 p.  (ISBN 2-84219-080-7)
6. Laurent Fétis, L'Aorte sauvage, août 1997, 130 p.  (ISBN 2-84219-087-4)
7. Hervé Korian, Les Bêtes du Gévaudan, septembre 1997, 192 p.  (ISBN 2-84219-088-2)
8. Woô Manh, Docteur j'abuse, septembre 1997, 150 p.  (ISBN 2-84219-089-0)
9. Jean-Pierre Andrevon, Papy end, octobre 1997, 150 p.  (ISBN 2-84219-095-5)
10. Jacques Albina, Lazare dîne à Luynes, octobre 1997, 130 p.  (ISBN 2-84219-096-3)
11. Hervé Le Tellier, La Disparition de Perek, octobre 1997, 136 p.  (ISBN 2-84219-097-1)

- Coffret Joyeux Gabriel  (ISBN 2-84219-102-1) (4 volumes) :

- Coffret Et heureux Poulpe !  (ISBN 2-84219-107-2) (4 volumes) :

- Coffret 100 pour sang BD  (ISBN 2-84219-113-7) (3 volumes) :

- Coffret Le Poulpe à l'heure suisse (4 volumes) :

1. Collectif suisse, Romands noirs, janvier 1998, 94 p. Hors collection.  (ISBN 2-84219-140-4)
2. Philippe Carrese, Allons au fond de l'apathie, février 1998, 156 p.  (ISBN 2-84219-122-6)
3. Michel Boujut, Les Jarnaqueurs, février 1998, 132 p.  (ISBN 2-84219-123-4)
4. Catherine Fradier, Un poison nommé Rwanda, février 1998, 143 p. Série Chéryl.  (ISBN 2-84219-124-2)
5. Georges-Jean Arnaud, L'Antizyklon des atroces, février 1998, 134 p.  (ISBN 2-84219-131-5)
6. Serge Turbé, Ataxie pour Hazebrouck, janvier 1998, 137 p.  (ISBN 2-84219-132-3)
7. Grégoire Forbin, Zombi la mouche, février 1998, 144 p.  (ISBN 2-84219-133-1)
8. José-Louis Bocquet, Zarmageddon, avril 1998, 129 p.  (ISBN 2-84219-136-6)
9. Louis Bellanti et Frédérique Vacher, Le Manuscrit de la mémère morte, avril 1998, 137 p.  (ISBN 2-84219-137-4)
10. Sylvie Rouch, Meufs mimosas, avril 1998, 122 p.  (ISBN 2-84219-138-2)
11. Pierre Filoche, Eros les tanna tous, mai 1998, 131 p.  (ISBN 2-84219-145-5)
12. Michel Musolino, Plus dur sera le chiite, mai 1998, 132 p.  (ISBN 2-84219-146-3)
13. Didier Vandemelk, Le Carnaval de Denise, mai 1998, 127 p.  (ISBN 2-84219-147-1)
14. Michel Pelé et Frédéric Prilleux, Kop d'immondes, juin 1998, 174 p.  (ISBN 2-84219-150-1)
15. François Billard, Don qui shoote et la manque, juin 1998, 139 p.  (ISBN 2-84219-151-X)
16. Jean-Paul Deleixhe, Guy Delhasse et Christian Libens, Du pont liégeois, juin 1998, 126 p.  (ISBN 2-84219-152-8)
17. Jacques Vettier, La Petite Marchande de doses, juillet 1998, 145 p.  (ISBN 2-84219-160-9)
18. Alain Leygonie, Mali mélo, juillet 1998, 122 p.  (ISBN 2-84219-161-7)
19. Danièle Rousselier, Tananarive qu'aux autres, juillet 1998, 145 p.  (ISBN 2-84219-162-5)
20. Philippe Delepierre, L'Aztèque du charro laid, juillet 1998, 177 p.  (ISBN 2-84219-163-3)
21. Pierre Fossard, Veine haineuse, novembre 1998, 125 p.  (ISBN 2-84219-175-7)
22. Albédo, Les Pourritures célestes, septembre 1998, 158 p.  (ISBN 2-84219-166-8)
23. Lionel Besnier, Macadam cobaye, septembre 1998, 172 p.  (ISBN 2-84219-167-6)
24. Andreu Martin, Vainqueurs et cons vaincus (trad. de l'espagnol par Georges Tyras avec Norbert Gerland), novembre 1998, 149 p.  (ISBN 2-84219-185-4)
25. Guillaume Nicloux, Jean-Bernard Pouy et Patrick Raynal, Le Poulpe, le film, septembre 1998, 129 p.  (ISBN 2-84219-184-6) : novélisation du film adapté de la collection, Le Poulpe
26. Nila Kazar, Madame est Serbie, décembre 1998, 123 p. Série Chéryl.  (ISBN 2-84219-186-2)
27. Pierre Fort, Le Mec à l'eau de la Générale, janvier 1999, 176 p.  (ISBN 2-84219-165-X)
28. Stéphane Geffray, Les Teutons flingueurs, 1999, 214 p.  (ISBN 2-84219-173-0)
29. Alain Aucouturier, L'Arthritique de la raison dure, juin 1999, 121 p.  (ISBN 2-84219-174-9)
30. Thierry Reboud, Un nain seul n'a pas de proches, août 1999, 180 p.  (ISBN 2-84219-194-3)
31. Cyril Berneron, La Pensée inique, mars 1999, 145 p.  (ISBN 2-84219-190-0)
32. Pierre Kolaire, Sur la ligne marginaux, avril 1999, 144 p.  (ISBN 2-84219-204-4)
33. Dominique Renaud, Feinte Alliance, avril 1999, 131 p.  (ISBN 2-84219-205-2)
34. Cyprien Luraghi, Pour cigogne le glas, mai 1999, 180 p.  (ISBN 2-84219-211-7)
35. Christian Rauth, La Brie ne fait pas le moine, mai 1999, 203 p.  (ISBN 2-84219-212-5)
36. David Downie, La Tour de l'immonde, juin 1999, 146 p.  (ISBN 2-84219-214-1)
37. Marcus Malte, Le Vrai Con maltais, juin 1999, 126 p.  (ISBN 2-84219-215-X)
38. Yan Molin, L'Évincé au fond du pouvoir, octobre 1999, 195 p.  (ISBN 2-84219-222-2)
39. Claude Ardid, Belles et putes, octobre 1999, 149 p.  (ISBN 2-84219-223-0)
40. Franck Resplandy, Lisier dans les yeux, octobre 1999, 151 p.  (ISBN 2-84219-227-3)
41. Pierre Barachant, Quand les poulpes auront des dents, octobre 1999, 131 p.  (ISBN 2-84219-228-1)
42. Cédric Suillot, Goulasch-moi les baskets !, janvier 2000, 175 p.  (ISBN 2-84219-235-4)
43. Sophie Loubière, La Petite Fille aux oubliettes, janvier 2000, 153 p. Série Chéryl.  (ISBN 2-84219-234-6)
44. Adna H, L'Agneau pas squale, janvier 2000, 146 p.  (ISBN 2-84219-253-2)
45. Collectif Orange Amère, L'Ordure hein !, novembre 1999, 137 p.  (ISBN 2-84219-242-7)
46. Didier Daeninckx, Éthique en toc, mars 2000, 163 p.  (ISBN 2-84219-250-8)

- Coffret  Le Poulpe a 40 ans  (ISBN 2-84219-248-6) (2 volumes). Offert en cadeau pour 3 livres achetés en mars et avril 2000 :

1. Catalogue  des Éd. Baleine (2000)
2. Francis Pornon, Saône interdite, avril 2000, 135 p.  (ISBN 2-84219-241-9)
3. Jean-Marc Ligny, Le Cinquième est dément, avril 2000, 133 p.  (ISBN 2-84219-262-1)
4. Stéphane Koechlin, Jeux de Roumains, jeux de vilains, avril 2000, 139 p.  (ISBN 2-84219-260-5)
5. Michel Dolbec, Palet dégueulasse, avril 2000, 162 p.  (ISBN 2-84219-266-4)
6. Michel Abax, Un pastis à la soviet, avril 2000, 164 p.  (ISBN 2-84219-267-2)
7. Alain Wagneur, Drôle de drums, mai 2000, 141 p.  (ISBN 2-84219-278-8)
8. Patrick Mercado, Des gourous et des douleurs, mai 2000, 200 p.  (ISBN 2-84219-280-X)
9. Gérard Streiff, Le Cas G.B., août 2000, 127 p.  (ISBN 2-84219-271-0)
10. Collectif,  Le Poulpe au lycée, juin 2000, 222 p.  (ISBN 2-84219-282-6)
11. Violaine Bérot, Notre père qui êtes odieux, août 2000, 174 p. Série Chéryl.  (ISBN 2-84219-281-8)
12. Olivier Mau, Belle-mère en l'île, septembre 2000, 126 p.  (ISBN 2-84219-286-9)
13. Emma Christa, Les Ravies au lit, septembre 2000, 134 p.  (ISBN 2-84219-287-7)
14. Pierre Magne, À Freud ! Sales et méchants, octobre 2000, 154 p.  (ISBN 2-84219-297-4)
15. Mariano Sanchez-Soler, Oasis pour l'OAS, octobre 2000, 168 p.  (ISBN 2-84219-290-7)
16. Patrick Arduise, Psy cause, janvier 2001, 148 p.  (ISBN 2-84219-313-X)
17. Didier Quester, Lady Commandement, février 2001, 127 p.  (ISBN 2-84219-304-0)
18. Jean Marbœuf, Je bande à Bonnot, février 2001, 128 p.  (ISBN 2-84219-321-0)
19. Antoine Blocier, Vol au-dessus d'un nid de cocos, mars 2001, 155 p.  (ISBN 2-84219-331-8)
20. Pierre Bourgeade, Gab save the Di, septembre 2001, 105 p.  (ISBN 2-84219-272-9)
21. Vladimir V. Bodiansky, Une valse de slave nu, avril 2001, 133 p.  (ISBN 2-84219-339-3)
22. Pierre Garcette, Guère épais, avril 2001, 163 p.  (ISBN 2-84219-327-X)
23. Guillaumin Sor, Pompe et peine petite khmère, mai 2001, 165 p.  (ISBN 2-84219-320-2)
24. Martin Winckler, Touche pas à mes deux seins, juin 2001, 194 p.  (ISBN 2-84219-273-7)
25. Florian Graton, Les Dix Scouts de l'abbé Todd, septembre 2001, 131 p.  (ISBN 2-84219-307-5)
26. Léon Layon, Toubib or not toubib ?, octobre 2001, 125 p.  (ISBN 2-84219-349-0)
27. Thierry Crifo, Pigalle et la Fourmi, octobre 2001, 200 p.  (ISBN 2-84219-355-5)
28. Claudine Chollet, Un petit lapsus très suspect, novembre 2001, 202 p. Série Chéryl.  (ISBN 2-84219-353-9)
29. Claudine Aubrun, Photos à mateurs, novembre 2001, 128 p. Série Chéryl.  (ISBN 2-84219-347-4)
30. François Darnaudet, Boris au pays vermeil, janvier 2002, 154 p.  (ISBN 2-84219-362-8)
31. Rémy Gallart, Les Huns dealent au soleil, janvier 2002, 214 p.  (ISBN 2-84219-364-4)
32. Jean-Jacques Reboux sous le pseudonyme Gabriel Lecouvreur, Parkinson le glas, février 2002, 249 p.  (ISBN 2-84219-375-X)
33. Kynndylan, Le Fond de l'RMI, mars 2002, 184 p.  (ISBN 2-84219-372-5)
34. Collectif, Le Poulpe en prison, mars 2002, 105 p.  (ISBN 2-84219-378-4)
35. Virginie Baude et Sorin Ovidiu Manésia, La Légion d'horreur, avril 2002, 184 p.  (ISBN 2-84219-374-1)
36. Yves Ramonet et Jacques Barbéri, Faut pas charnier !, avril 2002, 172 p.  (ISBN 2-84219-293-1)
37. Gérard Alle, Babel ouest, mai 2002, 311 p.  (ISBN 2842193717)
38. Lucile Debaille, Le malheur est dans le blé, mai 2002, 137 p.  (ISBN 2-84219-399-7)
39. Francisco González Ledesma, Purée d'avocat sauce chili, juin 2002, 178 p.  (ISBN 2-84219-368-7). Traduit de l'espagnol par Georges Tyras.
40. Le petit Olivier, Farine et Châtiment, octobre 2002, 201 p.  (ISBN 2-84219-410-1)
41. Collectif, Le Cyber Poulpe, octobre 2002, 260 p.  (ISBN 2-84219-384-9)
42. Romain Slocombe, Saké des brumes, novembre 2002, 515 p.  (ISBN 2-84219-405-5)
43. Carlos Sampayo, En panne seiche, novembre 2002, 204 p.  (ISBN 2-84219-310-5). Traduit de l'espagnol par Georges Tyras avec la complicité d'Alexandra Bonnamy.
44. Didier Daeninckx, La Route du Rom, juin 2003, 182 p.  (ISBN 2-84219-408-X)
45. Noël Simsolo, Les Sept Poules de Christelle, juin 2003, 283 p.  (ISBN 2-84219-407-1)
46. Jean-Jacques Reboux, Castro, c'est trop ![19], mai 2004, 346 p.  (ISBN 2-84219-350-4)
47. Hubert Michel, Poulpe Fiction, mai 2005, 152 p.  (ISBN 2-84219-406-3)
48. Lalie Walker, L'Appel du barge, septembre 2007, 186 p.  (ISBN 978-2-84219-430-7)
49. Jean-Marc Ligny, La Ballade des perdus, octobre 2007, 250 p.  (ISBN 978-2-84219-432-1)
50. Francis Mizio, Sans temps de latitude, novembre 2007, 158 p.  (ISBN 978-2-84219-411-6)
51. Pierre Cherruau, Togo or not Togo, mai 2008, 214 p.  (ISBN 978-2-84219-444-4)
52. Serge Scotto, Saint-Pierre et nuque longue, septembre 2008, 182 p.  (ISBN 978-2-84219-448-2)
53. Roger Facon, À l'ombre des jeunes flics en pleurs, octobre 2008, 178 p.  (ISBN 978-2-84219-450-5)
54. Laurent Martin, Certains l'aiment clos, janvier 2009, 170 p.  (ISBN 978-2-84219-438-3)
55. Caryl Férey et Sophie Couronne, D'amour et dope fraîche, février 2009, 167 p. Série Chéryl.  (ISBN 978-2-84219-454-3)
56. Noël Simsolo, Les Ch'tis Commandements, mars 2009, 216 p.  (ISBN 978-2-84219-456-7)
57. Jérôme Leroy, À vos Marx, prêts, partez !, avril 2009, 160 p.  (ISBN 978-2-84219-458-1)
58. Jean-Bernard Pouy, Cinq Bières, deux rhums, mai 2009, 160 p.  (ISBN 978-2-84219-460-4)
59. Laurence Biberfeld, On ne badine pas avec les morts, septembre 2009, 198 p.  (ISBN 978-2-84219-461-1)
60. Maïté Bernard, Même pas Malte, décembre 2009, 183 p.  (ISBN 978-2-84219-470-3)
61. Marin Ledun, Un singe en Isère, janvier 2010, 183 p.  (ISBN 978-2-84219-441-3)
62. Jean-Paul Jody, Vingt Mille Vieux sur les nerfs, février 2010, 150 p.  (ISBN 978-2-84219-467-3)
63. Sébastien Gendron, Mort à Denise, mars 2010, 240 p.  (ISBN 978-2-84219-472-7)
64. Serguei Dounovetz, Sarko et Vanzetti, avril 2010, 169 p.  (ISBN 978-2-84219-474-1)
65. Chrysostome Gourio, Le Dolmen des Dieux, mai 2010, 168 p.  (ISBN 978-2-84219-476-5)
66. Antoine Chainas, 2030: l'Odyssée de la poisse, août 2010, 143 p.  (ISBN 978-2-84219-477-2)
67. Luc Baranger, Maria chape de haine, septembre 2010, 178 p.  (ISBN 978-2-84219-483-3)
68. Hervé Claude, Mort d'un papy voyageur, octobre 2010, 170 p.  (ISBN 978-2-84219-480-2)
69. François Darnaudet-Malvy, Les Ignobles du Bordelais, décembre 2010, 153 p.  (ISBN 978-2-84219-486-4)
70. Philippe Huet, La Poubelle pour aller danser, février 2011, 164 p.  (ISBN 978-2-84219-491-8)
71. Pierre Cherruau et Renaud Dély, La Vacance du petit Nicolas, avril 2011, 223 p.  (ISBN 978-2-84219-493-2)
72. Nick Gardel, Lâches Déraisons, août 2011, 156 p.  (ISBN 978-2-84219-497-0)
73. Jacques Jouet, Cris de mes chats le dimanche, octobre 2011, 127 p.  (ISBN 978-2-84219-498-7)
74. Stéphane Pajot, Aztèques Freaks, janvier 2012, 214 p.  (ISBN 978-2-84219-503-8)
75. Gilbert Gallerne, Les Salauds du lac, janvier 2013, 163 p.  (ISBN 978-2-84219-513-7)
76. Christian Zeimert, Viens, poupoulpe, février 2013, 113 p.  (ISBN 978-2-84219-514-4)
77. Margot D. Marguerite, Pliera bien qui pliera le dernier, mars 2013, 240 p.  (ISBN 978-2-84219-522-9)
78. Philippe Franchini, Quatre Corses majeurs, mai 2013, 189 p.  (ISBN 978-2-84219-521-2)
79. Franz Bartelt, La Bonne a tout fait, octobre 2013, 172 p.  (ISBN 978-2-84219-524-3)
80. Karl Dazin, Sale eau de Montreuil, janvier 2014, 196 p.  (ISBN 978-2-84219-526-7)
81. Karim Madani, Blood sample, mars 2014, 152 p.  (ISBN 978-2-84219-527-4)
82. Dominique Delahaye, L'Année des fers chauds, avril 2014,  (ISBN 978-2-84219-528-1)
83. Dominique Chappey J'avais la croix, juillet 2014, 188 p,  (ISBN 978-2-84219-530-4)
84. Hervé Sard, La Catin habite au 21, octobre 2014, 180 p,  (ISBN 978-2-84219-532-8)
85. Patrick Bard, Un chato en Espagne, février 2015, 159 p,  (ISBN 978-2-84219-534-2)
86. Thierry Bourcy, Il était tout froid dans l'est, avril 2015, 167 p,  (ISBN 978-2-84219-535-9)
87. Benoît Séverac, Arrête tes six magrets, octobre 2015, 165 p,  (ISBN 978-2-84219-536-6)
88. Collectif, Le Poulpe court toujours, octobre 2016. Anthologie de 9 nouvelles publié à l'occasion d'un concours organisé par l'association La Noiraude et le festival La Fureur du Noir de Lamballe en 2016. Tirage limité à 1250 ex.

### Rééditions

#### Éditions J'ai lu, collection «Librio noir»
De 1998 à 2002, dix-sept titres ont été réédités aux éditions J'ai lu, dans la collection « Librio noir ». Toutes les couvertures sont illustrées par Olivier Balez.
1. Jean-Bernard Pouy, La Petite Écuyère a cafté. Paris : J'ai lu, collection « Librio noir » no 206, 1998, 93 pages  (ISBN 2-277-30206-6) (réédition du Poulpe Baleine no 1).
2. Patrick Raynal, Arrêtez le carrelage. Paris : J'ai lu, collection « Librio noir » no 207, 1998, 92 pages  (ISBN 2-277-30207-4) (réédition du Poulpe Baleine no 4).
3. Didier Daeninckx, Nazis dans le métro. Paris : J'ai lu, collection « Librio noir » no 222, 1998, 93 pages  (ISBN 2-277-30222-8) (réédition du Poulpe Baleine no 7).
4. Jean-Jacques Reboux, La Cerise sur le gâteux. Paris : J'ai lu, collection « Librio noir » no 237, 1998, 122 pages  (ISBN 2-277-30237-6) (réédition du Poulpe Baleine no 12).
5. Pascal Dessaint, Les Pis rennais. Paris : J'ai lu, collection « Librio noir » no 258, 1998, 94 pages  (ISBN 2-277-30258-9) (réédition du Poulpe Baleine no 14).
6. Gérard Delteil, Chili incarné. Paris : J'ai lu, collection « Librio noir » no 272, 1999, 93 pages  (ISBN 2-277-30272-4) (réédition du Poulpe Baleine no 16).
7. Hervé Prudon, Ouarzazate et mourir. Paris : J'ai lu, collection « Librio noir » no 288, 1999, 93 pages  (ISBN 2-290-31695-4) (réédition du Poulpe Baleine no 20).
8. Guillaume Nicloux, Le Saint des seins. Paris : J'ai lu, collection « Librio noir » no 304, 1999, 93 pages  (ISBN 2-277-30304-6) (réédition du Poulpe Baleine no 21).
9. Gérard Lefort, Vomi soit qui malle y pense. Paris : J'ai lu, collection « Librio noir » no 472, 2001, 94 pages  (ISBN 2-290-31378-5) (réédition du Poulpe Baleine no 48).
10. Noël Simsolo, Un travelo nommé désir. Paris : J'ai lu, collection « Librio noir » no 473, 2001, 125 pages  (ISBN 2-290-31379-3) (réédition du Poulpe Baleine no 8).
11. Cesare Battisti, J'aurai ta Pau. Paris : J'ai lu, collection « Librio noir » no 486, 2001, 94 pages  (ISBN 2-290-31439-0) (réédition du Poulpe Baleine no 58).
12. José-Louis Bocquet, Zarmaggedon. Paris : J'ai lu, collection « Librio noir » no 487, 2001, 94 pages  (ISBN 2-290-31440-4) (réédition du Poulpe Baleine no 118).
13. Georges-Jean Arnaud, L'Antizyklon des atroces. Paris : J'ai lu, collection « Librio noir » no 500, 2001, 94 pages.  (ISBN 2-290-31529-X) (réédition du Poulpe Baleine no 113).
14. Andreu Martín, Vainqueurs et cons vaincus. Paris : J'ai lu, collection « Librio noir »  no 501, 2001, 124 pages.  (ISBN 2-290-31530-3) (réédition du Poulpe Baleine no 144).
15. Didier Daeninckx, Éthique en toc. Paris : J'ai lu, collection « Librio noir » no 526, 2001, 125 pages.  (ISBN 2-290-31861-2) (réédition du Poulpe Baleine no 185).
16. Emma Christa, Les Ravies au lit. Paris : J'ai lu, collection « Librio noir » no 543, 2002, 94 pages.  (ISBN 2-290-32126-5) (réédition du Poulpe Baleine no 204).
17. Martin Winckler, Touche pas à mes deux seins. Paris : J'ai lu, collection « Librio noir » no 559, 2002, 127 pages.  (ISBN 2-290-32155-9) (réédition du Poulpe Baleine no 221).

Deux coffrets Libio noir « Le Poulpe » existent :
- Le Poulpe : une sélection de cinq enquêtes du Poulpe. 11/2000.  (ISBN 2-277-60022-9). Ce coffret comprend les romans de Pouy, Daeninckx, Prudon, Nicloux et Dessaint.
- Le Poulpe : 5 nouvelles enquêtes. 10/2001.  (ISBN 2-277-60337-6). Ce coffret comprend les romans de Lefort, Simsolo, Battisti, Bocquet et Arnaud.

#### Éditions Gallimard, collection «Folio policier»
Didier Daeninckx, en rupture avec les éditions Baleine depuis 2010, a ses trois « Poulpe » sous contrat Folio.
- Didier Daeninckx, La Route du Rom. Paris : Gallimard, collection « Folio policier » no 375, 2005.  (ISBN 2-07-031584-3) (rééd. du Poulpe Baleine n° 247, 2003)
- Didier Daeninckx, Nazis dans le métro, éd. revue par l'auteur, Paris : Gallimard, collection « Folio policier » no 446, 2006, 163 p.  (ISBN 978-2-07-034172-6) (réédition du Poulpe Baleine n° 7, 1996)
- Didier Daeninckx, Éthique en toc. Paris : Gallimard, collection « Folio policier » no 586, 2010.  (ISBN 978-2-07-039680-1) (rééd. du Poulpe Baleine n° 185, 2000)
- Caryl Férey & Sophie Couronne, D'amour et dope fraîche. Paris : Gallimard, collection « Folio policier » no 681, 2013.  (ISBN 978-2-07-044507-3) (rééd. du Poulpe Baleine n° 258, 2009)
- Hervé Le Tellier, La Disparition de Perek. Paris : Gallimard, collection « Folio policier » n° 961, mai 2022, 152 p.  (ISBN 978-2-07-296522-7) (réédition du Poulpe Baleine n° 89, 1997)

#### Éditions Cairn, collection «Du Noir au Sud»
Les Éditions Cairn, sous la direction de Gilbert-Djebel Noguès, ont réédité dans la collection « Du Noir au Sud » les titres du « Poulpe » dont le décor est le grand sud-ouest. L'éditeur présente « Du Noir au Sud » comme « une collection de polars qui nous transporte dans le Grand Sud, ses villes, ses villages, à la découverte des habitants, de leurs traditions, leurs secrets. Son ambition : dessiner, au fil des ouvrages, un portrait d’ensemble de la région, noirci à coups de plumes tantôt historiques, ou humanistes, parfois teintés d’humour, mais où crimes et intrigues ont toujours le rôle principal ».
- Violaine Bérot, Notre père qui êtes odieux. Pau : Cairn, collection « Du Noir au Sud », octobre 2014, 242 pages.  (ISBN 978-2-35068-319-5) (réédition du Poulpe Baleine n° 201, 2000). Nota bene : l'intrigue se situe au cœur des Pyrénées, de Lourdes à Gavarnie.
- Jean-Christophe Pinpin, Les Gens bons bâillonnés. Pau : Cairn, collection « Du Noir au Sud », octobre 2014, 156 pages.  (ISBN 978-2-35068-318-8) (réédition du Poulpe Baleine n° 19, 1996). Nota bene : l'intrigue se situe dans le Pays Basque, en plein cœur de Bayonne[22].
- Cesare Battisti, J'aurai ta Pau. Pau : Cairn, collection « Du Noir au Sud », septembre 2015, 156 pages.  (ISBN 978-2-35068-395-9) (rééd. du Poulpe Baleine n° 58, 1997)
- Pascal Dessaint, L'Ours des tavernes. Pau : Cairn, collection « Du Noir au Sud » no  168, septembre 2023, 162 pages.  (ISBN 979-10-7006-269-2). (Édition révisée par l’auteur du Poulpe Baleine n° 14 : Les Pis rennais, 1996). Nota bene : le roman se déroule en Ariège, précisément dans le Couserans[23].

#### Nouvelles Éditions Krakoen
- Claude Mesplède, Le Cantique des cantines, dans 30 ans d'écrits sur le polar : 1982-2012. Vol. 1. Chroniques, fictions, entretiens, essais, Nouvelles éditions Krakoen, collection « Court-lettrages », février 2013.  (ISBN 978-2-36794-015-1) (réédition du Poulpe Baleine no 13, 1997)

#### Éditions du Horsain
Gérard Streiff a réédité son roman Le Cas GB (Poulpe Baleine n° 199, 2000) sous le titre Le Cagibi. Se faisant, il a remplacé le personnage de Gabriel Lecouvreur dit "Le Poulpe", par Azraël Zirékian, dit "Le Calmar".
- Le Cagibi / Gérard Streiff. Le Havre : Horsain, 07/2014, 129 p.  (ISBN 978-2-36907-019-1)

#### Éditions Moby Dick
En 2024, les éditions Moby Dick rééditent d'anciens titres du Poulpe (collection comme à l'origine dirigée par Jean-Bernard Pouy) et inaugurent dans la foulée une nouvelle collection coordonnée par Serguei Dounovetz : « La Fille du Poulpe ». Les couvertures des romans sont illustrées par Roman Gigou.
1. Jean-Bernard Pouy, La Petite Écuyère a cafté. Montpellier : Moby Dick, 03/2024, 157 p.  (ISBN 978-2-8207-0304-0) (rééd. du Poulpe Baleine n° 1, 1995)
2. Franck Pavloff, Un trou dans la zone. Montpellier : Moby Dick, 03/2024, 132 p.  (ISBN 978-2-8207-0305-7) (rééd. du Poulpe Baleine n° 9, 1996)
3. Franz Bartelt, La Bonne a tout fait. Montpellier : Moby Dick, 06/2024, 159 p.  (ISBN 978-2-8207-0313-2) (rééd. du Poulpe Baleine n° 282, 2013)
4. Bruce Mayence, La Belge et la bête. Montpellier : Moby Dick, 10/2024, 132 p.  (ISBN 978-2-8207-0334-7) (rééd. du Poulpe Baleine n° 64, 1997)
5. Jean-Pierre Andrevon, Papy end. Montpellier : Moby Dick, 08/2025, 132 p.  (ISBN 978-2-8207-0346-0) (rééd. du Poulpe Baleine n° 87, 1997)
6. Hervé Prudon, Ouarzazate et mourir. Montpellier : Moby Dick, 10/2025, 132 p.  (ISBN 978-2-8207-0367-5) (rééd. du Poulpe Baleine n° 20, 1996)

### Nouvelles

#### Nouvelles isolées
- Jean-Bernard Pouy, « Gâteau-intégrisme », dans L’Agenda étudiant des libraires clé 96-97.
- Jean-Bernard Pouy, « Gabriel met la pression », dans Le Poulpe, catalogue 1996-1997, Baleine, 08/1996 ; dans Canaille-revolver, catalogue 1996-1997, Baleine, 08/1996.
- Jean-Bernard Pouy, « Au diable les varices », dans Marches européennes news = A Amsterdam, Marches européennes n° 5, 8 avril 1997.
- Jean-Bernard Pouy sous le pseudonyme de Gabriel Lecouvreur, « Poulpe fiction », Première n° 249, décembre 1997.
- Jean-Bernard Pouy, « Genèse durée », dans L’Ours polar n° 9 « Spécial Poulpe », mars-avril 2000.
- Jean-Bernard Pouy, « Le Cri du géranium sur le trottoir désert », dans L’Hebdo (magazine suisse romand d’actualité), 10 juillet 2003.
- Marc Villard, « Gabriel roule sa caisse », dans Zigzag, de Jean-Bernard Pouy et Marc Villard. Paris : Rivages, coll. "Rivages-Noir" n° 791, 09/2010.  (ISBN 978-2-7436-2131-5)
- Jean-Bernard Pouy, « La Complainte de Cheryl » (parole d’une chanson), dans La revue 813 : les Amis des littératures policières n° 121, mai 2015.
- Jean-Bernard Pouy, « Poulpe friction », dans 22, les v’là ! : tome 2, La Salamandre liseuse, 01/2018.  (ISBN 9782490285037). Publ. dans le cadre du festival « Pôle Art », Plaine-Haute, Côtes d’Armor.
- Guillaume Chérel, « Le Vieux Motard Javanais », dans Le Cercle des polardeux marseillais et leurs complices, saison 1 : nouvelles / anthologie dirigée par Patrick Coulomb. Paris : Books on Demand, collection « The Melmac Cat - Esprit noir », avril 2023, pages 216 à 233.  (ISBN 978-2-3222-5616-7)
- Patrick Raynal, « L'Air de la gare : une petite aventure de Gabriel Lecouvreur, alias Le Poulpe », dans La Bataille du rail : cheminots en grève, écrivains solidaires. Paris : Don Quichotte, juin 2018.  (ISBN 978-2-35949-731-1)

#### Nouvelles pourRue89
En 2008, Rue89 publie une nouvelle du Poulpe, un billet d’humeur, chaque samedi, au sujet de la campagne municipale. « Le Poulpe aura son blog sur Rue89. Il s’agit pour nous de créer de nouveaux ponts entre réel et fiction, entre littérature populaire et média participatif (...). Un auteur se glissera dans la peau du personnage et racontera, sur le mode du décalage, de l'humour ou de la colère, un fait qu'il aura lu dans la presse ou dont il aura été témoin. Pour relier ce blog à l'actualité des municipales, nous avons demandé aux premiers auteurs d'écrire sur la campagne électorale dans leur ville. Il aura, au départ, le même double principe que la collection : un billet/un auteur -qui signera Gabriel Lecouvreur, et dont la vraie identité sera dissimulée quelque part. »
- Jean-Bernard Pouy, « Café la police », Rue89, 9 février 2008.
- Francis Mizio, « Le Mac du Poulpe est planté : pour geek sonne le glas », Rue89, 16 février 2008.
- Michel Abax, « Le Poulpe débarque à Marseille : poubelles, la ville », Rue89, 23 février 2008.
- Cyril Berneron, « Le Poulpe à Montpellier : élections 2.0 piège à… », Rue89, 1er mars 2008.
- Patrick Raynal, « Poulpe à la Breizh : le facteur sonne toujours de Groix », Rue89, 8 mars 2008.

- Lalie Walker, « Le Pau-pourri de fin de campagne du Poulpe », Rue89, 15 mars 2008.

- Théo Rival, « Chasse, peste, ordure et perdition à Vendôme », Rue89, 22 mars 2008.

- Louis Mesplé, « Le Poulpe à Perpi : valise noire et chaussette rose », Rue89, 29 mars 2008.

- Nathanaël Frérot, « Le Pouple se fait balader : à Caen, la retraite », Rue89, 5 avril 2008.

- Jean-Jacques Reboux, « Le Poulpe face à Sarkozy : camembert, Président ! », Rue89, 12 avril 2008.

- Stéphane Ripoche, « Le Poulpe au Mexique : Chihuahua et ses gringos violeurs », Rue89, 19 avril 2008.

- Hubert Artus, « Pour sauver Strummer, le Poulpe fait sa revue de commentaires », Rue89, 26 avril 2008.

- Serge Scotto, « À Marseille, seniors saignés ou à saigner », Rue89, 10 mai 2008.

- Gaël Algrain, « Tout péteux, Le Poulpe découvre l'humilité avec un footeux », Rue89, 17 mai 2008.

- Noël Simsolo, « Le Poulpe rentre de Tirana : Albanie soit qui mal y pense », Rue89, 24 mai 2008.

- Pierre Cherruau, « Le Moi de Vincennes », Rue89, 31 mai 2008.

- Philippe Carrese, « Retour du Poulpe à Marseille : montée de la Canebière », Rue89, 21 juin 2008.

- Lalie Walker, « Pas de rose pour Hortefeux », Rue89, 28 juin 2008. Série Chéryl.

#### Nouvelles dans le magazineAaarg!
Le magazine mensuel Aaarg ! : Bande dessinée & Culture à la masse, en collaboration avec les éditions Baleine, a publié en 2016, le temps de quatre numéros, des nouvelles illustrant de façon décalée la campagne pour les présidentielles de 2017. L'auteur d'un Poulpe se prêtait au jeu en respectant la bible d'écriture : même univers, mêmes personnages, un auteur par nouvelle.
- Dominique Chappey, « Faute d'égouts », dans Aaarg n° 2, mars 2016, p. 28-30.
- Karim Madani, « Le Poulpe contre les cyber-dealers », dans Aaarg n° 3, avril 2016.
- Jean-Bernard Pouy, « Une primaire secondaire », dans Aaarg n° 4, mai 2016, p. 74-77.
- Hervé Sard, « Fessée cul nu », dans Aaarg n° 5, septembre-octobre 2016, p. 73-76.

### Aventures non officielles - éditions pirates
Plusieurs auteurs se sont emparés du personnage de Gabriel Lecouvreur sans avoir pu être publiés aux Éditions Baleine. Publiées confidentiellement, ces aventures ne sont pas officielles.
- Cyrille Poy, La Vérité sur les beaux bars. Tarbes : Isthme éd.-Aide à la production Le Parvis, diff. Éd. Sept, janvier 2006, 127 pages.  (ISBN 2-91268-870-1) dans le cadre d'une exposition d'Alain Declercq au Centre Le Méridien d'Ibos. Le livre comporte plusieurs photos d'Alain Declercq. Bandeau-jaquette avec la mention : « Quand les fictions d'Alain Declercq sur le 11 septembre 2001 deviennent réalité. » Tirage à 100 exemplaires numérotés et signés.
- L'Apprenti saucier par les élèves du CIFAM de Sainte-Luce-sur-Loire. Le Loroux-Bottereau : Association l'apprenti saucier, 2007, 144 pages.  (ISBN 978-2-9527755-0-2).
- Rémi Dedours, La Guerre des truies n'aura pas lieu. Saint-Denis : Édilivre (APARIS), collection « Éditeur Indépendant », janvier 2008, 201 pages.  (ISBN 978-235335-172-5).
- Les Déesses Athées.com, Organes-smic. Paris : Éditions Balestienne-vrai-faux, juin 2008, 141 pages, préface de Jean-Bernard Pouy, tirage limité à 500 exemplaires numérotés. (pas d'ISBN). Extrait deux premiers chapitres en ligne : Hubert Artus, « Organes-Smics : en exclu, le retour du Poulpe en librairie », Rue89, 7 juin 2008.. Nota bene : roman écrit par des étudiants de l'école Estienne sous la houlette de leur professeur de français, et offert lors du vernissage de l'exposition « Le Poulpe porte-t-il des kangourous ? » en juin 2008 à l'école Estienne[25].
- Gaël Denhard, Poulpe fiction, 09/2010, 56 p.[26]
- Michel Billard Sirakawa, Tous les chemins mènent à Rom. Paris : Books on Demand (BoD), mars 2015, 172 pages,  (ISBN 978-2-322-01570-2).
- Florian Dennisson, Téléski qui croyait prendre. Lyon : Chambre noire, novembre 2016, 206 pages,  (ISBN 978-15-39969-39-6).
- Max Billancourt, Je t'ai dans l'EPO. Paris : Librinova, collection « Les Enquêtes de Duranton » n° 2, novembre 2022, 127 pages,  (ISBN 979-10-405-1984-3). Nota bene : roman écrit sur le thème du cyclisme et des abus de produits dopants. L'auteur n'ayant pas pu être édité dans la collection a changé Gabriel Lecouvreur en Albert Duranton[27].
- Christine Chaumartin, Des tripes à la morgue de Caen. Paris : Books on Demand (BoD), janvier 2022, 160 pages.  (ISBN 9782322411849)[28].
- Tony Foucart (avec la complicité d'Éric Maurin et Pascal Granger), Le Poulpe se desseiche. Sète : Le Riffifi, octobre 2023, 208 pages.  (ISBN 978-2-9588508-3-8)[29].

### Collection «La Fille du Poulpe»

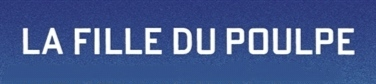
Logotype de la collection
« La Fille du Poulpe »

Serguei Dounovetz est le coordinateur de cette collection, lancée en juin 2024 et éditée par Moby Dick. Les couvertures des romans sont illustrées par Roman Gigou. Gabriella est la fille adoptive de Pédro, l'ami de Gabriel Lecouvreur.
1. Thomas Cantaloube, Les Cols des Amériques. Montpellier : Moby Dick, mai 2024, 132 pages,  (ISBN 978-2-8207-0316-3).
2. Maryssa Rachel, Faut pas prendre les enfants de la rue pour des connards sauvages. Montpellier : Moby Dick, 06/2024, 132 pages,  (ISBN 978-2-8207-0315-6).
3. Dominique Sylvain, Des clics et des claques. Montpellier : Moby Dick, octobre 2024, 158 pages,  (ISBN 978-2-8207-0327-9).
4. Serguei Dounovetz, Les Poupées rusent. Montpellier : Moby Dick, janvier 2025, 154 pages,  (ISBN 978-2-8207-0337-8).
5. Judith Wiart, Un Havre de paix. Montpellier : Moby Dick, janvier 2025.  (ISBN 978-2-8207-0336-1).
6. Jérémy Bouquin, Coups et tortures. Montpellier : Moby Dick, février 2025.  (ISBN 978-2-8207-0344-6).
7. Michel Moatti, Moscou & blessures. Montpellier : Moby Dick, mars 2025, 132 pages.  (ISBN 978-2-8207-0345-3).
8. Jean-Marie Paris, Ferry bad trip. Montpellier : Moby Dick, avril 2025, 132 pages.  (ISBN 978-2-8207-0347-7).
9. Michel Quint, La Route du Rome. Montpellier : Moby Dick, avril 2025, 132 pages.  (ISBN 978-2-8207-0348-4).
10. Magali Collet, Martinique dry. Montpellier : Moby Dick, mai 2025, 132 pages.  (ISBN 978-2-8207-0362-0).
11. François Darnaudet, Syd Barrett, Husky et p'tites BD. Montpellier : Moby Dick, juillet 2025, 132 pages.  (ISBN 978-2-8207-0370-5).
12. Lucile Debaille, Le Malheur n'attend pas le nombre des années. Montpellier : Moby Dick, septembre 2025, 132 pages.  (ISBN 978-2-8207-0349-1).

- Jean-Bernard Pouy, Ehpad quartier. Montpellier : Moby Dick, à paraître.

## Numéros particuliers des Éditions Baleine

### Collection «Chéryl»

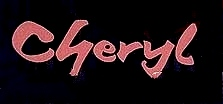
Logotype de la collection « Cheryl » aux Éditions Baleine

Chéryl, la compagne du Poulpe, est le personnage principal de quatorze romans de la collection. Tous ces titres ont été écrits par des femmes, à l'exception du roman D'amour et dope fraîche coécrit par Caryl Férey et Sophie Couronne.

#### Titres avec le logo «Cheryl» en couverture
- Les Damnés de l'artère de Pascale Fonteneau (no 27),
- Comme un coq en plâtre de Sylvie Granotier (no 28),
- Boucher double de Mano Gentil (no 37),
- Lavande tuera de Chantal Pelletier (no 41),
- Le Karma saut'ra de Aïdé Caillot (no 50),
- Crève de plaisanterie de Stéphanie Benson (no 60),
- Le Bal des dégoûtantes de Evane Hanska (no 74),

#### Titres sans le logo «Cheryl» en couverture
- Un poison nommé Rwanda de Catherine Fradier (no 110),
- Madame est Serbie de Nila Kazar (no 147),
- La Petite Fille aux oubliettes de Sophie Loubière (no 178),
- Notre père qui êtes odieux de Violaine Bérot (no 201),
- Un petit lapsus très suspect de Claudine Chollet (no 228),
- Photos à mateurs de Claudine Aubrun (no 229),
- D'amour et dope fraîche de Caryl Férey et Sophie Couronne (no 258).

### Ouvrages collectifs
Dans la collection
Plusieurs ouvrages publiés aux éditions Baleine dans la collection « Le Poulpe » sont des collectifs :
- N° 186 : 22 mars 2000 : C'est un bon jour pour Gabriel. Dans un coffret Le Poulpe a 40 ans, avec un catalogue des Éd. Baleine (2000).
- N° 200 : Le Poulpe au lycée a été écrit par des élèves du lycée Auguste-Blanqui de Saint-Ouen, du collège Jean-Moulin de Toulouse, et du lycée René-Gosse de Clermont-l'Hérault (sous la responsabilité de Serge Livrozet).
- N° 236 : Le Poulpe en prison a été écrit par l'atelier d'écriture de la maison d'arrêt de Valence.
- N° 244 : Le Cyber Poulpe est un roman écrit à la manière d'un cadavre exquis par les membres du forum de Mano Solo, de septembre 2001 à juin 2002. Ce projet a été initié par Fred Sauton, alors chroniqueur littéraire sur manosolo.net, et Anne-Cécile Hautbois.
- N° 291 : Le Poulpe court toujours est un recueil de 9 nouvelles publié à l'occasion d'un concours organisé par l'association La Noiraude et le festival La Fureur du Noir de Lamballe en 2016. Contient : What else, Angels ? de François Cariou, Bascoulard ! de Pascale Dietrich, Les Faux Jetons maltais de Pascale Fonteneau, L'Abbé Bette du Gévaudan de Bernard Granjean, Poulpe miction de Éric Lainé, L'Arène des paumés de Jean-Patrick Muller, Chais et rasades de Jean-Hugues Oppel, Je hais le Poulpe de Jean-Bernard Pouy, Ce n'est qu'un combat, continuons le début de Marc Villard.

Hors collection
- Romands noirs (hors collection) est un recueil de nouvelles.
- Agenda 96-97. Paris : ADL Page des libraires, 1996. Contient : L'Émoi de septembre de Olivier Thiébaut, La Nuit d'octobre de Noël Simsolo, À l'art et au porc de Pascal Dessaint, Noël en décembre de  Hervé Prudon, Un p'tit dernier sur le zinc de Franck Pavloff, Suivez la flèche de Didier Daeninckx, Gâteau-intégrisme de Jean-Bernard Pouy, Lapin chagrin de Jean-Jacques Reboux, La Vocation du Poulpe de Serge Quadruppani, Quand il pleut à la St-Médard de Patrick Raynal.
- Deuxième Debré. Paris : Éd. Baleine, mars 1997, 12 p.  (ISBN 2-84219-068-8). Nouvelle publiée dans L'Humanité, le 24 mars 1997[30].

### Titres avec des particularités
Changement dans les couvertures
"Le Poulpe" d'Hubert Michel, Poulpe fiction, est le seul volume où ne figure pas le nom de la collection. « Le Poulpe a disparu de la première de couverture. La police n’est plus tout à fait la même, dans un corps différent. Tout ça pour quoi ? On devine que si Le Poulpe n’a plus droit de présence en couverture c’est pour ne pas faire redondance avec le titre Poulpe fiction. ».
Auteurs ayant écrit plusieurs aventures
Les Éditions Baleine rencontrant des problèmes financiers, les premiers auteurs de la collection, « les “pionniers”, ont décidé de reprendre la plume pour “soutenir la machine” (dixit Didier Daeninckx). Tout ça, c'était avant que les éditions du Seuil ne reprennent la collection... »
- Didier Daeninckx a publié trois titres dans la collection : Nazis dans le métro (n° 7, 1996), Éthique en toc (n° 185, 2000) et La Route du Rom (n° 247, 2003).
- Jean-Bernard Pouy a publié trois titres : La Petite Écuyère a cafté (n° 1, 1995), Le Poulpe, le film (n° 145, 1998) et Cinq bières, deux rhums (n° 261, 2009).
- Noël Simsolo a publié trois titres : Un travelo nommé désir (n° 8, 1996), Les Sept poules de Christelle (n°248, 2003) et Les Ch'tis commandements (n°259, 2009).
- Jean-Jacques Reboux a publié trois titres : La Cerise sur le gâteux (n° 12, 1996), Parkinson le glas sous le pseudonyme de Gabriel Lecouvreur (n°234, 2002) et Castro c'est trop ! (n°249, 2004).
- Pierre Cherruau a publié deux titres : Togo or not Togo (n° 254, 2008) et La Vacance du petit Nicolas (n° 274, 2011).
- François Darnaudet a publié deux titres : Boris au pays vermeil (n° 231, 2002) et sous le nom de François Darnaudet-Malvy Les Ignobles du Bordelais (n° 272, 2011).
- Jean-Marc Ligny a publié deux titres : Le Cinquième est dément (n° 189, 2000) et La Ballade des perdus (n° 252, 2007).

Titres écrits dans une langue autre que le français
- J'aurai ta Pau (n° 58, 1997) de Cesare Battisti a été traduit de l'italien par Arlette Lauterbach.
- Vainqueurs et cons vaincus (n° 144, 1998) de Andreu Martín a été traduit de l'espagnol par Georges Tyras avec Norbert Gerland.
- Babel ouest / Babel Hag-a-dost de Gérard Alle (no 239, 2002) est un roman bilingue. Il est écrit dans deux versions : français-breton. La traduction en breton est de Stefan Moal.
- Purée d'avocat sauce chili (n° 242, 2002) de Francisco Gonzales Ledesma a été traduit de l'espagnol par Georges Tyras.
- En panne seiche (n° 246, 2002) de Carlos Sampayo a été traduit de l'espagnol par Georges Tyras avec Alexandra Bonnamy.

Représentations graphiques du personnage
- Le « Poulpe » de Gérard Lecas, Satanique ta mère ! (n° 73), a été prépublié en feuilleton dans le journal Libération, durant l'été 1997, avec des illustrations d'Olivier Balez. Il s'agit du premier illustrateur à donner un visage au personnage. Par la suite, Olivier Balez signera les couvertures des « Poulpe » réédités dans la collection « Librio noir ».
- Deux aventures du Poulpe publiées aux Éditions Baleine ne sont pas des romans mais des bandes dessinées en noir et blanc : Mako, Le Nord aux dents, (n° 100, 1998) et Olivier Balez, L'Opus à l'oreille (n° 101, 1998). Ces deux titres se retrouvent dans le coffret 100 pour sang BD.

Rapprochements entre les titres
- Le titre du Poulpe de Cyprien Luraghi Pour cigogne le glas (Poulpe Baleine n° 163, 1999) et celui de Jean-Jacques Reboux Parkinson le glas (Poulpe Baleine n° 234, 2002) renvoient tous les deux au roman d'Ernest Hemingway Pour qui sonne le glas.
- Le titre du roman de Marcus Malte (Le Vrai Con Maltais, Poulpe Baleine n° 168, 1999), celui de Maïté Bernard (Même pas malte, Poulpe Baleine n° 263, 2010) et celui de la nouvelle Les Faux Jetons maltais de Pascale Fonteneau font référence au Faucon maltais de Dashiell Hammett.
- La Route du Rome de Michel Quint publié par Moby Dick dans la collection « La Fille du Poulpe » (Poulpe Baleine n° 9, 2025) rappelle La Route du Rom (Poulpe Baleine n° 247, 2003) de Didier Daeninckx.

Illustrations réemployées pour les couvertures
- La couverture de Ignobles du Bordelais de François Darnaudet-Malvy (Poulpe Baleine n° 272, 2010) est la même que celle de E pericoloso for Jersey de Pierre-Alain Mesplède (Poulpe Baleine n° 95, 1997).
- La couverture de  2030 : L'Odyssée de la poisse de Antoine Chainas (Poulpe Baleine n° 269, 2010) est la reprise recadrée de celle  de Du pont liégeois de  Jean-Paul Deleixhe, Guy Delhasse et Christian Libens (Poulpe Baleine n° 130, 1998).
- La couverture en noir et blanc de l'opuscule Deuxième Debré (Poulpe Baleine, 1997) est reprise pour L'Agenda polar 1999 (Eden, 10/1998) et avec des couleurs pour le collectif Le Poulpe court toujours (Poulpe Baleine n° 291, 2016)
- La couverture du Dolmen des dieux de Chrysostome Gourio (Poulpe Baleine n°268, 2010) est la reprise recadrée et inversée de celle des Pourritures célestes d'Albédo (Poulpe Baleine n° 138, 1998).
- La couverture du roman de Didier Daeninckx, Éthique en toc (Poulpe Baleine n° 185, 2000) associée à celle du collectif 22 mars 2000 : C'est un bon jour pour Gabriel (Poulpe Baleine n° 186, 2000) et celle du Catalogue des Éd. Baleine (2000) forme une fresque.
- La couverture de Sarko et Vanzetti de Serguei Dounovetz (Poulpe Baleine n° 267, 2010) est la reprise recadrée de celle de Drôle de drums de Alain Wagneur (Poulpe Baleine n° 196, 2000).
- La couverture de Mort d'un papy voyageur de Hervé Claude (Poulpe Baleine n° 271, 2010) est la reprise recadrée de celle de Les Ravies au lit de Emma Christa  (Poulpe Baleine n° 204, 2000).
- La couverture de Togo or not togo de Pierre Cherruau (Poulpe Baleine n° 254, 2008) est la reprise recadrée et inversée de celle de Zombi la mouche de Grégoire Forbin (Poulpe Baleine n° 115, 1998).
- La couverture de Un singe en Isère de Marin Ledun (Poulpe Baleine n° 264, 2010) est la reprise recadrée de celle de Palet dégueulasse de Michel Dolbec (Poulpe Baleine n° 192, 2000).
- La couverture de La Poubelle pour aller danser de Philippe Huet (Poulpe Baleine n° 273, 2011) est la reprise recadrée de celle de Le Vrai Con maltais de Marcus Malte (Poulpe Baleine n° 168, 1999).
- La couverture de Mort à Denise de Sébastien Gendron (Poulpe Baleine n° 266, 2010) est la reprise recadrée de celle de Je bande à Bonnot de Jean Marbœuf (Poulpe Baleine n° 211, 2001).
- La couverture de Maria chape de haine de Luc Baranger (Poulpe Baleine n° 270, 2010) est la reprise inversée de celle de J'irai faire Kafka sur vos tombes de Michel Chevron (Poulpe Baleine n° 35, 1996).

« Poulpe » avec des bandeaux
- Martin Winckler, Touche pas à mes deux seins (Poulpe Baleine n° 221, 2001) : « Martin Winckler : Sachs chez le Poulpe ».
- Thierry Crifo, Pigalle et la fourmi (Poulpe Baleine n° 226, 2001).
- Gérard Alle, Babel ouest / Babel Hag-a-dost (Poulpe Baleine no 239, 2002) : « Le Poulpe à Douarnenez ».
- Cyrille Poy, La Vérité sur les beaux bars (Isthme éd.-Aide à la production Le Parvis, 2006) : « Quand les fictions d'Alain Declercq sur le 11 septembre 2001 deviennent réalité ».
- Hervé Le Tellier, La Disparition de Perek (Folio Policier n° 961, 2022) : « Par l'auteur de L'Anomalie ».

## Adaptations

### Traductions
L'éditeur allemand Rowohlt a publié treize romans de 1998 à 2001, mais pas dans l'ordre d'origine. Les traducteurs ne pouvant rendre compte des jeux de mots dans les titres ont changé le sens des titres.
| No Rowohlt | No Baleine | Titre en allemand / titre traduit                                 | Traduction littérale                             | Auteur              | Traducteur             | Références bibliographiques                                                                               | Notes                              |
| ---------- | ---------- | ----------------------------------------------------------------- | ------------------------------------------------ | ------------------- | ---------------------- | --- | ---------------------------------- |
| 1          | 1          | Pulp und die Petze (La Petite Écuyère a cafté)                    | Le Poulpe                                        | Jean-Bernard Pouy   | Stefan Linster         | Reinbek bei Hamburg : Rowohlt-Taschenbuch-Verl. n° 26051, 1998, 151 p. (ISBN 3-499-26051-4)               | Couv. originale de Roland Reznicek |
| 2          | 12         | Pulp und die Glatzen der Fraternité (La Cerise sur le gâteux)     | Le Poulpe et les hommes chauves de la Fraternité | Jean-Jacques Reboux | Ronald Vouillié        | Reinbek bei Hamburg : Rowohlt-Taschenbuch-Verl. n° 26052, 1998, 175 p. (ISBN 3-499-26052-2)               | Couv. originale de Roland Reznicek |
| 3          | 28         | Pulp und Gips (Comme un coq en plâtre)                            | Le Poulpe et le plâtre                           | Sylvie Granotier    | Lisa Busch             | Reinbek bei Hamburg : Rowohlt-Taschenbuch-Verl. n° 26053, 1998, 147 p. (ISBN 3-499-26053-0)               | Couv. originale de Roland Reznicek |
| 4          | 14         | Pulp und die Opfer der Berge (Les Pis rennais)                    | Le Poulpe et les victimes des montagnes          | Pascal Dessaint     | Hans-Joachim Hartstein | Reinbek bei Hamburg : Rowohlt-Taschenbuch-Verl. n° 26054, 1998, 137 p. (ISBN 3-499-26054-9)               | Couv. originale de Roland Reznicek |
| 5          | 15         | Pulp mag keine Köter (Les Pieds de la dame aux clebs)             | Le Poulpe n'aime pas les clebs                   | Olivier Thiébaut    | Angelika Weidmann      | Reinbek bei Hamburg : Rowohlt-Taschenbuch-Verl. n° 26055, 1998, 151 p. (ISBN 3-499-26055-7)               | Couv. originale de Roland Reznicek |
| 6          | 35         | Pulp und das Blut der anderen (J'irai faire Kafka sur vos tombes) | Le Poulpe et le sang des autres                  | Michel Chevron      | Martin Baltes          | Reinbek bei Hamburg : Rowohlt-Taschenbuch-Verl. n° 26056, 1998, 136 p. (ISBN 3-499-26056-5)               | Couv. originale de Roland Reznicek |
| 7          | 7          | Pulp und die alte Linke (Nazis dans le métro)                     | Le Poulpe et la vieille gauche                   | Didier Daeninckx    | Ronald Vouillié        | Reinbek bei Hamburg : Rowohlt-Taschenbuch-Verl. n° 26135, 1998, 138 p. (ISBN 3-499-26135-9)               | Couv. originale de Roland Reznicek |
| 8          | 3          | Pulp und der Riß im Beton (Arrêtez le carrelage)                  | Le Poulpe et la fissure dans le béton            | Patrick Raynal      | Hans-Joachim Hartstein | Reinbek bei Hamburg : Rowohlt-Taschenbuch-Verl. n° 26136, 1998, 150 p. (ISBN 3-499-26136-7)               | Reprise de la couv. de Miles Hyman |
| 9          | 31         | Pulp und die Liebe am Montag (Lundi, c'est sodomie)               | Le Poulpe et l'amour du lundi                    | Romain Goupil       | Ronald Vouillé         | Reinbek bei Hamburg : Rowohlt-Taschenbuch-Verl. n° 26137, 1999, 126 p. (ISBN 3499261375 et 9783499261374) | Reprise de la couv. de Miles Hyman |
| 10         | 59         | Dakar Rap (Dakar en barre)                                        | Dakar Rap                                        | Lucio Mad           | Martin Baltes          | Reinbek bei Hamburg : Rowohlt-Taschenbuch-Verl. n° 26171, 1999, 176 p. (ISBN 3-499-26171-5)               | Reprise de la couv. de Miles Hyman |
| 11         | 27         | Pulp und die Waffen der Frauen (Les Damnés de l'artère)           | Le Poulpe et les armes des femmes                | Pascale Fonteneau   | Beate Thill            | Reinbek bei Hamburg : Rowohlt-Taschenbuch-Verl. n° 26172, 1999, 143 p. (ISBN 3-499-26172-3)               | Reprise de la couv. de Miles Hyman |
| 12         | 16         | Pulp und die Rache der Schatten (Chili incarné)                   | Le Poulpe et la revanche des ombres              | Gérard Delteil      | Ronald Voullié         | Reinbek bei Hamburg : Rowohlt-Taschenbuch-Verl. n° 26173, 1999, 151 p. (ISBN 3-499-26173-1)               | Reprise de la couv. de Miles Hyman |
| 13         | 20         | Pulp und der Mord für Geld (Ouarzazate et mourir)                 | Le Poulpe et le crime crapuleux                  | Hervé Prudon        | Ronald Voullié         | Reinbek bei Hamburg : Rowohlt-Taschenbuch-Verl. n° 26219, 2000, 120 p. (ISBN 3-499-26219-3)               | Reprise de la couv. de Miles Hyman |

### Versions audio
- La Petite Écuyère a cafté, de Jean-Bernard Pouy. Livraphone-Vox Libri n° 291, 12/1996. Interprète : François Berland. Réalisation : Arnaud Mathon. Production : Anne Saint Léger et Arnaud Mathon. Enregistrement audio sur 2 cassettes présentées dans un coffret vidéo. Durée : 220 min.
- Chili incarné, de Gérard Delteil. Livraphone-Vox Libri n° 300, 03/1997.  (EAN 9782878091502). Interprète : Marc-Henri Boisse. Réalisation : Arnaud Mathon. Production : Anne Saint Léger et Arnaud Mathon. Enregistrement audio sur 2 cassettes présentées dans un coffret vidéo. Durée : 180 min.

### En bandes dessinées
En 2000, les éditions 6 Pieds sous terre contactent les éditions Baleine avec le projet d'adapter les « Poulpes » en bande dessinée. Leur projet est de faire des livres en noir et blanc, format 17 x 24 cm, avec un dessinateur différent à chaque fois. Les titres ont inauguré la collection « Céphalopode » de cette maison qui édite la revue Jade et des albums. De 2000 à 2010, vingt-et-un albums ont ainsi été publiés. Entre 2004 et 2006, sept titres ont été édités et traduits en Espagne par Bang Ediciones.
| No Céphalopode | No Baleine | Titre                             | Adaptateur - dessinateur                                                                     | Auteur d'origine                         | Références bibliographiques                                                       | Notes / Traductions |
| -------------- | ---------- | --------------------------------- | -------------------------------------------------------------------------------------------- | ---------------------------------------- | --------------------------------------------------------------------------------- | --- |
| 1              | 1          | La Petite Écuyère a cafté         | Nikola Witko                                                                                 | d'après Jean-Bernard Pouy                | Montpellier : 6 pieds sous terre, 03/2000, 60 p. (ISBN 2-910431-12-6)             | Trad. en espagnol par Estudio Fénix, sous le titre Los raíles nunca se cruzan. Barcelone : Bang, coll. "El Pulpo" n° 1, 2004, 62 p. (ISBN 84-933820-0-0) (ISBN 9788493464714) |
| 2              | 21         | Le Saint des seins                | Alain Garrigue                                                                               | d'après Guillaume Nicloux                | Montpellier : 6 pieds sous terre, 03/2000, 46 p. (ISBN 2-910431-13-4)             | Trad. en espagnol par Estudio Fénix sous le titre Putas y arcángeles. Barcelone : Bang, coll. "El Pulpo" n° 5, 2004, 54 p. (ISBN 84-933820-4-3)                               |
| 3              | 14         | Les Pis rennais                   | Scénario Marc Pichelin Dessin Guillaume Guerse                                               | d'après Pascal Dessaint                  | Montpellier : 6 pieds sous terre, 11/2000, 50 p. (ISBN 2-910431-15-0)             | Trad. en espagnol par Estudio Fénix sous le titre La piel del oso. Barcelone : Bang, coll. "El Pulpo" n° 2, 2004, 56 p. (ISBN 84-933820-1-9)                                  |
| 4              | 102        | La Bande décimée                  | Jeff Pourquié                                                                                | d'après Jean-Luc Cochet                  | Montpellier : 6 pieds sous terre, 11/2000, ** p. (ISBN 2-910431-16-9)             | Trad. en espagnol par Estudio Fenix sous le titre Que mal tebeo. Barcelone : Bang, coll. "El Pulpo" n° 4, 2004, 79 p. (ISBN 84-933820-3-5)                                    |
| 5              | 4          | Arrêtez le carrelage              | Joe G. Pinelli                                                                               | d'après Patrick Raynal                   | Montpellier : 6 pieds sous terre, 11/2000, 77 p. (ISBN 2-910431-18-5)             | - |
| 6              | 163        | Pour cigogne le glas              | Stéphane Perger                                                                              | d'après Cyprien Luraghi                  | Montpellier : 6 pieds sous terre, 01/2001, 70 p. (ISBN 2-910431-19-3)             | Trad. en espagnol par Estudio Fénix sous le titre Desde el día en que yo nazi. Barcelone : Bang, coll. "El Pulpo" n° 3, 2004, 71 p. (ISBN 84-933820-2-7)                      |
| 7              | 35         | J'irai faire Kafka sur vos tombes | Vincent Vanoli                                                                               | d'après Michel Chevron                   | Montpellier : 6 pieds sous terre, 08/2001, 44 p. (ISBN 2-910431-22-3)             | - |
| 8              | 89         | La Disparition de Perek           | William Henne                                                                                | d'après Hervé Le Tellier                 | Montpellier : 6 pieds sous terre, 08/2001, 68 p. (ISBN 2-910431-23-1)             | - |
| 9              | 168        | Le Vrai Con maltais               | Jampur Fraize                                                                                | d'après Marcus Malte                     | Montpellier : 6 pieds sous terre, 01/2002, 52 p. (ISBN 2-910431-27-4)             | - |
| 10             | 205        | À Freud ! Sales et méchants       | Olivier Quéméré                                                                              | d'après Pierre Magne                     | Montpellier : 6 pieds sous terre, 01/2002, 57 p. (ISBN 2-910431-32-0)             | - |
| 11             | 20         | Ouarzazate et mourir              | Alex Baladi                                                                                  | d'après Hervé Prudon                     | Montpellier : 6 pieds sous terre, 04/2003, 80 p. (ISBN 2-910431-36-3)             | - |
| 12             | 192        | Palet dégueulasse                 | Leif Tande                                                                                   | d'après Michel Dolbec                    | Montpellier : 6 pieds sous terre, 04/2004, 96 p. (ISBN 2-910431-40-1)             | Trad. en espagnol par Estudio Fénix sous le titre Disk hockey. Barcelone : Bang, coll. "El Pulpo" n° 7, 2006, 90 p. (ISBN 84-933820-9-4)                                      |
| 13             | 40         | Lapin dixit                       | Jean Bourguignon                                                                             | d'après Serge Meynard                    | Montpellier : 6 pieds sous terre, 10/2004, 89 p. (ISBN 2-910431-44-4)             | - |
| 14             | -          | Pieuvre à la Pouy                 | Scénario Francis Mizio Dessin Florence Cestac                                                | -                                        | Montpellier : 6 pieds sous terre, 10/2004, 41 p. (ISBN 2-910431-46-0)             | inédit en roman |
| 15             | 128        | Kop d'immondes                    | Bertrand Piocelle et Arnaud Boutin                                                           | d'après Michel Pelé et Frédéric Prilleux | Montpellier : 6 pieds sous terre, 11/2004, 64 p. (ISBN 2-910431-53-3)             | - |
| 16             | 109        | Les Jarnaqueurs                   | Jeanne Puchol                                                                                | d'après Michel Boujut                    | Montpellier : 6 pieds sous terre, 01/2005, 60 p. (ISBN 2-910431-59-2)             | - |
| 17             | 144        | Vainqueurs et cons vaincus        | Ed (pseudonyme de Edgardo Carosia) Trad. de l'espagnol par Stéphane Corbinais & Line Buisson | Andreu Martín                            | Frontignan : 6 pieds sous terre, 05/2005, 92 p. (ISBN 2-910431-70-3)              | avec un CD (1 h 06 min 39 s). En espagnol sous le titre Vencedores con vencidos. Barcelone : Bang, coll. "El Pulpo" n° 6, 2005, 100 p. (ISBN 84-933820-6-X)                   |
| 18             | 49         | Les Potes de la perception        | Thierry Doudoux                                                                              | d'après Yannick Bourg                    | Montpellier : 6 pieds sous terre, 02/2007, 66 p. (ISBN 978-2-35212-010-0)         | avec un CD |
| 19             | 214        | Tuez Diana !                      | Rémy Cattelain                                                                               | d'après Pierre Bourgeade                 | Frontignan : 6 pieds sous terre, 02/2008, 64 p. (ISBN 978-2-35212-034-6)          | d'après Gab save the Di |
| 20             | 44         | L'Amour tarde à Dijon             | Nicolas Moog                                                                                 | d'après Jacques Vallet                   | Saint-Jean-de-Védas : 6 pieds sous terre, 11/2008, 62 p. (ISBN 978-2-35212-041-4) | - |
| 21             | 173        | Lisier dans les yeux              | Fritz Bowwl                                                                                  | d'après Franck Resplandy                 | Saint-Jean-de-Védas : 6 pieds sous terre, 08/2010, 99 p. (ISBN 978-2-35212-062-9) | - |

### Produits dérivés
- Carte postale : « En juillet, suivez le Poulpe dans Libé ». Illustration de Olivier Balez, Carte à Pub, juillet 1997. Tirage : 10.000 ex[32].
- Les éditions Baleine ont commercialisé une bière, « La Poulpeuse », fabriquée en Bretagne, par la brasserie coopérative Tri Martolod. L'étiquette signée Miles Hyman représente un portrait de Jean-Bernard Pouy.
- En 2024, pour le lancement de la collection « La Fille du Poulpe », une cuvée spéciale de bière, « Gabriella », a été concoctée en association avec les Éditions Moby Dick et la brasserie artisanale strasbourgeoise Perle[33].

## Inspirations, parodies et hommages

### Modèle pour d'autres collections
L'idée de ce type de héros récurrent que s'approprient des auteurs différents a été copiée de nombreuses fois. De même, la collection « Le Poulpe », avec ses titres sous formes d’allitération, homophonie ou de jeu de mots, a inspiré à Jean-Bernard Pouy la collection « Suite noire » aux Éditions la Branche.

#### Aux Éditions Baleine
« Macno »
15 titres publiés, de 1998 à 2000 : collection dirigée par Raymond Audemard qui met en vedette un héros récurrent sans existence physique. Il s'agit d'une Intelligence Artificielle libertaire répondant au nom de « Magasin des Armes, Cycles et Narrations Obliques ». Chaque volume devait être signé par un auteur français différent et faire évoluer l'I.A. dans un univers non partagé : la symbolique année 2068 telle que l'imagineraient chacun d'eux.
« Pierre de Gondol »
10 titres publiés, de 2000 à 2002 : du nom du personnage récurrent, lequel dirige la plus petite librairie de Paris et mène d'étranges enquêtes dans l'univers de l'écrit. Une collection dite « intello-populaire » qui s'adresse aux personnes s'intéressant aux travaux oulipiens, au regard sur le texte, au jeu et à la référence. Hormis le premier texte fondateur — 1280 âmes de Jean-Bernard Pouy — la collection déroutera les lecteurs.
1. 1280 âmes / Jean-Bernard Pouy. Paris : Baleine, 08/2000, 140 p.  (ISBN 2-84219-258-3). Rééd. Points, coll. "Roman noir" n° 949, 06/2011, 150 p.  (ISBN 978-2-7578-2376-7)
2. Sous les pans du bizarre / Rémy Schulz. Paris : Baleine, 11/2000, 164 p.  (ISBN 2-84219-258-3)
3. La Montre du Mède / Philippe Kerbellec. Paris : Baleine, 02/2001, 274 p.  (ISBN 2-84219-314-8)
4. Le Cinquante-quatrième jour / Roland Brasseur. Paris : Baleine, 04/2001, 267 p.  (ISBN 2-84219-329-6)
5. La Pente si sage de la vie / Cédric Fabre. Paris : Baleine, 08/2001, 153 p.  (ISBN 2-84219-344-X)
6. Sam suffit / Jacques Vallet. Paris : Baleine, 11/2001, 241 p.  (ISBN 2-84219-328-8)
7. Les Derniers Mystères de Paris / Noël Simsolo. Paris : Baleine, 02/2022, 243 p.  (ISBN 2-84219-373-3)
8. Hortense Harar Arthur / Pierre Brasseur. Paris : Baleine, 02/2002, 241 p.  (ISBN 2-84219-385-7)
9. Berceuse de Chihuahua, Chihuahua no Komoriuta / Gekko Hopman. Paris : Baleine, 08/2002, 191 p.  (ISBN 2-84219-403-9)
10. La Parabole de la soucoupe / Michel Pelé et Frédéric Prilleux. Paris : Baleine, 10/2002, 249 p.  (ISBN 2-84219-409-8)
11. Entre les poires et les faux mages / André Stas ; préf. Jean-Bernard Pouy. Paris : Éd. des Cendres, 03/2008, 148 p.  (ISBN 978-2-86742-154-9). Grand prix de l’humour noir Xavier-Forneret 2009.
12. Je suis de mon cœur le vampire / Nicolas Jaillet. Montreuil : Éd. de la Grange Batelière, coll. "Les croisements", 04/2025, 158 p.  (ISBN 979-10-97127-49-7)

« Polarchives »
2 titres chez Baleine (2001-2002) et 9 titres au Passage (2003-2004) : collection dirigée par Gérard Streiff, polars fondés sur des événements historiques éclairés par le regard contemporain. Avec deux personnages récurrents : Chloé, étudiante en histoire et Antoine, soixante-huitard, bibliothécaire et érotomane.
1. Les Caves de la Goutte-d’Or / Gérard Streiff. Paris : Baleine, coll. "Polarchives" n° 7, 09/2001, 186 p.  (ISBN 2-84219-346-6)
2. La Mort du Petit Poucet / Maïté Pinero. Paris : Baleine, coll. "Polarchives" n° 11, 05/2002, 162 p.  (ISBN 2-84219-388-1)
3. L’Inconnu du Paris-Rome / Gilda Piersanti. Paris : le Passage, coll. "Polarchives", 05/2003, 192 p.  (ISBN 2-84742-029-0)
4. Crime pariétal / Philippe Breton. Paris : le Passage, coll. "Polarchives" n° 2, 05/2003, 192 p.  (ISBN 2-84742-028-2)
5. Le Tronc de la veuve / Jacques Chaboud. Paris : le Passage, coll. "Polarchives", 05/2003, 160 p.  (ISBN 2-84742-027-4)
6. Fausse commune / Alain Bellet. Paris : le Passage, coll. "Polarchives", 10/2003, 172 p.  (ISBN 2-84742-033-9). Prépublication in L’Humanité, juillet-août 2003.
7. Or noir peur blanche / Laurent Martin. Paris : le Passage, coll. "Polarchives", 10/2003, 192 p.  (ISBN 2-84742-035-5)
8. L’Or du Catalan / François Darnaudet. Paris : le Passage, 11/2003, 160 p.  (ISBN 2-84742-034-7). Prépublication in Le Travailleur catalan, juillet-août 2003.
9. Templiers.com / Antoine Blocier. Paris : le Passage, coll. "Polarchives", 05/2004, 175 p.  (ISBN 2-84742-049-5)
10. Nîmes-Santiago / Maïté Bernard . Paris : le Passage, coll. "Polarchives", 05/2004, 219 p.  (ISBN 2-84742-050-9)
11. Disparu en mai 68 / Noël Simsolo. Paris : le Passage, coll. "Polarchives", 05/2004, 160 p.  (ISBN 2-84742-052-5)

« Club Van Helsing »
12 titres (2007-2008) :  collection dirigée par Xavier Mauméjean et Guillaume Lebeau.

#### Chez d'autres éditeurs
« @lias »
Collection dirigée par Serge Quadruppani aux éditions Fleuve noir (1997-1998 : 6 titres). Alias est l'un des nombreux pseudonymes dont use un mystérieux criminel, un anarchiste qui prépare la « Grande Panne Finale ». Technopirate, télépilleur de banques et de fonds de retraite, il s'inscrit dans la lignée des plus célèbres méchants de la littérature populaire aux côtés de Fantômas, Fu Manchu et Mabuse.
1. Je pense donc je nuis, de Serge Quadruppani. Paris : Fleuve noir, 09/1997, 253 p.  (ISBN 2-265-06257-X)
2. La Vengeance et l'extase, de Max Morora. Paris : Fleuve noir, 09/1997, 285 p.  (ISBN 2-265-06256-1)
3. L'Afrique, le fric, de Nicolas Grondin. Paris : Fleuve noir, 02/1998, 281 p.  (ISBN 2-265-06381-9)
4. L'Usage criminel et délicieux du monde, de Jean-Pierre Bastid. Paris : Fleuve noir, 02/1998, 255 p.  (ISBN 2-265-06346-0)
5. La Cité sans joie, de Mathieu Imoret-Fall. Paris : Fleuve noir, 06/1998, 224 p.  (ISBN 2-265-06481-5)
6. La Coupe immonde, de Alexandre Dumal. Paris : Fleuve noir, 06/1998, 224 p.  (ISBN 2-265-06509-9)

« Le Furet enquête »
Collection de romans pour la jeunesse dirigée par Franck Pavloff chez Albin Michel jeunesse (1998-2001 : 32 titres). Toutes les couvertures sont illustrées par Frédéric Rébéna. Série d'enquêtes dont le héros principal est un garçon âgé de quatorze ans, Yannick Lerufet, dit Le Furet. Intrépide et curieux de tout, il résout les mystères auxquels il est confronté, en menant une enquête parfois dangereuse.
« Le Polar du Routard »
Collection dirigée par Philippe Gloaguen chez Hachette Tourisme (1999-2001 : 13 titres). Edmond Benakem, Français de souche tuniso-bretonne, ancien coursier, vingt-cinq ans, exerce la profession de reporter au Guide du routard. Globe-trotter fureteur, il n'a pas besoin de chercher l'aventure, elle est au coin de la rue.
1. Prise de bec au Québec, de Hervé Mestron. Paris : Hachette Tourisme, 05/1999, 187 p.  (ISBN 2-01-243101-1)
2. Les Anges du Mékong, de Patrick Mercado. Paris : Hachette Tourisme, 05/1999, 189 p.  (ISBN 2-01-243075-9)
3. Fausse donne à Lisbonne, de Bertrand Delcour. Paris : Hachette Tourisme, 05/1999, 188 p.  (ISBN 2-01-243074-0)
4. Le Mystère de l'oued, de Caryl Férey. Paris : Hachette Tourisme, 11/1999, 184 p.  (ISBN 2-01-243135-6)
5. Transe amazonienne, de Jean-Michel Dagory. Paris : Hachette Tourisme, 11/1999, 186 p.  (ISBN 2-01-243129-1)
6. Sussex and sun, de Michel Leydier. Paris : Hachette Tourisme, 05/2000, 189 p.  (ISBN 2-01-243215-8)
7. Dans le pétrin à Petra, de Gérard Bouchu. Paris : Hachette Tourisme, 05/2000, 185 p.  (ISBN 2-01-243214-X)
8. Des pépins dans la grosse pomme, de Grégoire Carbasse. Paris : Hachette Tourisme, 05/2000, 185 p.  (ISBN 2-01-243274-3)
9. Le Baroud andalou, de Bertrand Delcour. Paris : Hachette Tourisme, 10/2000, 185 p.  (ISBN 2-01-243277-8)
10. Cash cash à Frisco, de Thierry Gatinet. Paris : Hachette Tourisme, 10/2000, 185 p.  (ISBN 2-01-243285-9)
11. K.-O. final au Sénégal, de Patrick Mercado. Paris : Hachette Tourisme, 10/2000, 189 p.  (ISBN 2-01-243305-7)
12. Good mornig Webman, de Jocelyne Sauvard. Paris : Hachette Tourisme, 07/2001, 184 p.  (ISBN 2-01-243284-0)
13. Cabale équatoriale, de Yves Couprie. Paris : Hachette Tourisme, 07/2001, 184 p.  (ISBN 2-01-243463-0)

« Moulard »
Collection dirigée par Jean-Jacques Reboux aux éditions de l'Aube (en 2000 : 6 titres).
1. Pour l'amour de Pénélope / Jean-Jacques Reboux. La Tour-d'Aigues : Éd. de l'Aube, 01/2000, 336 p.  (ISBN 2-87678-529-3)
2. Le Pied dans la citrouille / Yves Bulteau. La Tour-d'Aigues : Éd. de l'Aube, 02/2000, 204 p.  (ISBN 2-87678-531-5)
3. Pas de caviar pour Moulard ! / Catherine Fradier. La Tour-d'Aigues : Éd. de l'Aube, 03/2000, 180 p.  (ISBN 2-87678-532-3)
4. Salade de rotules / Laurent Fétis. La Tour-d'Aigues : Éd. de l'Aube, 04/2000, 208 p.  (ISBN 2-87678-533-1)
5. L'Art du mou / Élise Fugler. La Tour-d'Aigues : Éd. de l'Aube, 05/2000, 204 p.  (ISBN 2-87678-559-5)
6. La Troménie des abeilles / Michel Pelé et Frédéric Prilleux. La Tour-d'Aigues : Éd. de l'Aube, 06/2000, 204 p.  (ISBN 2-87678-567-6)

« L'Embaumeur »
Une série de polars (un épisode, un auteur) aux éditions L'Atelier de Mosesu (2013-2017 : 12 titres). Le héros, Luc Mandoline, alias l'embaumeur, est un ancien légionnaire et thanatopracteur de son état qui se mue en détective lorsque les circonstances l'exigent.
1. Harpicide / Michel Vigneron ; préf. Franck Thilliez. St-Romain-de-Colbosc : Atelier Mosesu, 11/2012, 279 p.  (ISBN 979-10-92100-00-6)
2. Ainsi fut-il / Hervé Sard ;  préf. Pascal Dessaint. St-Romain-de-Colbosc : Atelier Mosesu, 02/2013, 218 p.  (ISBN 979-10-92100-01-3)
3. Concerto en lingots d'os / Claude Vasseur ; préf. Jean-Luc Bizien. St-Romain-de-Colbosc : Atelier Mosesu, 03/2013, 291 p.  (ISBN 979-10-92100-02-0)
4. Deadline à Ouessant / Stéphane Pajot ; préf. Jean-Luc Manet. St-Romain-de-Colbosc : Atelier Mosesu, 06/2013, 185 p.  (ISBN 979-10-92100-04-4)
5. Anvers et damnation / Maxime Gillio ; préf. Paul Colize. St-Romain-de-Colbosc : Atelier Mosesu, 09/2013, 214 p.  (ISBN 979-10-92100-06-8)
6. Le Label N / Jess Kaan ; préf. Virginia Valmain. St-Romain-de-Colbosc : Atelier Mosesu, 12/2013, 258 p.  (ISBN 979-10-92100-07-5)
7. Na zdrowie / Didier Fossey ; préf. Laurent Guillaume. St-Romain-de-Colbosc : Atelier Mosesu, 05/2014, 231 p.  (ISBN 979-10-92100-20-4)
8. Le Manchot à peau noire / Philippe Declerck ; préf. Laurent Scalese. St-Romain-de-Colbosc : Atelier Mosesu, 10/2014, 211 p.  (ISBN 979-10-92100-24-2)
9. Sens interdit(s) / Jacques Saussey ; présentation Sébastien Mousse ; préf. Marc Hardy et Pierre Tombal. St-Romain-de-Colbosc : Atelier Mosesu, 12/2014, 188 p.  (ISBN 979-10-92100-30-3)
10. La Mort dans les veines / Samuel Sutra ; préf. Marie Vindy. St-Romain-de-Colbosc : Atelier Mosesu, 10/2015, 186 p.  (ISBN 979-10-92100-49-5)
11. Mandoline vs Néandertal / Jean-Christophe Macquet. St-Romain-de-Colbosc : Atelier Mosesu, 12/2016, 222 p.  (ISBN 979-10-92100-77-8)
12. Les Corps tombés du ciel / Pierre Brulhet. St-Romain-de-Colbosc : Atelier Mosesu, 11/2017, 192 p.  (ISBN 978-2-37654-011-3)

« Les Enquêtes de Léo Tanguy »
Aux Éditions Coop Breizh (2010-2011 : 15 titres collection dirigée par Florent Patron), puis aux éditions La Gidouille (2014-2019 : 10 titres, collection dirigée par Gérard Alle) : personnage créé par Gérard Alle, José-Louis Bocquet, Denis Flageul et Sylvie Rouch. Les couvertures sont toutes illustrées par Bruno Le Floc'h. On suit les aventures du cyberjournaliste d'investigation breton Léo Tanguy. Chaque auteur reprend les caractéristiques du personnage et le fait évoluer dans des affaires douteuses qui agitent les villes et les bourgs de Bretagne.
« Les Enquêtes de Martin Mesnil »
Aux éditions OREP (2016-2019 : 5 titres) et aux éd. Ouest-France (2021-2024 : 3 titres). Collection de romans noirs créée par Marion Chemin et Jean-Noël Levavasseur, qui se déroulent en Normandie. Ils mettent en scène Martin Mesnil, un intérimaire itinérant que les injustices révoltent. Père divorcé, travailleur précaire par choix, curieux de nature, Martin Mesnil évolue dans différents milieux, au gré de ses missions.
1. Une manche perdue : Ouistreham / Jean-Noël Levavasseur ; préf. Jean-Bernard Pouy. Bayeux : OREP, 05/2016, 214 p.  (ISBN 978-2-8151-0321-3). Rééd. sous le titre Terminal mortuaire. Rennes : Ouest-France, coll. "Empreintes", 06/2021, 190 p.  (ISBN 978-2-7373-8530-8)
2. Tout ce qui meurt me touche : Bayeux / Marion Chemin. Bayeux : OREP, 07/2017, 173 p.  (ISBN 978-2-8151-0370-1)
3. Arrête ton char : Granville / Sylvie Rouch, Brigitte Sesboüé. Bayeux : OREP, 02/2019, 140 p.  (ISBN 978-2-8151-0461-6)
4. Jour J en ligne de mire : Caen / Frédéric Leterreux. Bayeux : OREP, 05/2019, 189 p.  (ISBN 978-2-8151-0480-7)
5. Je te déteste autant que je t'aime : Yport / Bruno Amato. Bayeux : OREP, 07/2019, 214 p.  (ISBN 978-2-8151-0486-9)
6. À force d'encaisser : Caen / Marion Chemin. Rennes : Ouest-France, coll. "Empreintes", 05/2022, 215 p.  (ISBN 978-2-7373-8696-1)
7. Dernière manche : Saint-Lô / Jean-Noël Levavasseur. Rennes : Ouest-France, coll. "Empreintes", 09/2024, 203 p.  (ISBN 978-2-7373-9081-4)

Les Nouvelles Enquêtes de Nestor Burma
French Pulp Éditions, avec l'autorisation du fils de Léo Malet, Jacques Malet, relance en 2018 le personnage de Nestor Burma dans une collection de romans dirigée par Jérôme Leroy. Chaque écrivain imagine une nouvelle enquête de Nestor Burma dans les arrondissements de Paris non traités par Léo Malet, et dans les grandes capitales européennes du XXIe siècle :
1. Les Loups de Belleville (Paris XXe) / Serguei Dounovetz. Paris : French Pulp, 01/2018, 240 p.  (ISBN 979-10-251-0306-7)
2. Terminus Nord (Paris Xe) / Jérôme Leroy. Paris : French Pulp, 04/2018  (ISBN 979-10-251-0321-0)
3. Les Belles de Grenelle (Paris XVe) / Michel Quint. Paris : French Pulp, 11/2018, 196 p.  (ISBN 979-10-251-0366-1). Rééd. revue sous le titre La belle de Grenelle. Saint-Clément-de-Rivière : Avallon & Combe, coll. "Noire & suspense", 05/2024, 153 p.  (ISBN 978-2-38533-060-6)
4. Crimes dans les Marolles (Bruxelles) / Nadine Monfils. Paris : French Pulp, 02/2019, 175 p.  (ISBN 979-10-251-0465-1)
5. Les Carats de l'Opéra / Jacques Saussey. Paris : French Pulp, 05/2019, 257 p.  (ISBN 979-10-251-0473-6)
6. Piquette à la Roquette  (Paris XIe)  / Danielle Thiéry. Paris : French Pulp, 09/2019, 263 p.  (ISBN 979-10-251-0627-3)
7. Le Marais pot-de-vin / Jean-Bernard Pouy. Nanterre : AZ éditions, 08/2021, 197 p.  (ISBN 978-2-38210-038-7)

### Parodies
Le Calmar
De 2005 à 2014, 3 titres. Le héros de cette série s'appelle Azrael Zirekian, dit le Calmar, pigiste-détective à son compte. Comme le Poulpe, c'est un anarchiste. Il est amoureux de Lilas, une coiffeuse-manucure et il retape un vieux zinc Farnborough. « Ni poulpe ni pieuvre, calmar à l'œuvre » telle est sa devise.
1. Calmar au sang de Max Obione. Bihorel :  Krakoen, 2004, 233 p.  (ISBN 2-9519462-2-8) Rééd. sous le titre Tentacule-moi (SKA). Saint-Clément-de-Rivière : Avallon & Co, coll. « Noire & suspense » n° 101, 2024, 161 p.  (ISBN 978-2-38533-131-3)
2. Nuoc Mâm baby, de Jan Thirion. Bihorel :  Krakoen, coll. "Forcément noir", 2011, 210 p.  (ISBN 979-10-90324-09-1)
3. Le Cagibi de Gérard Streiff. Bihorel : Horsain, 2014, 129 p.  (ISBN 978-2-36907-019-1). Nota bene : il s'agit de la rééd. revue du Cas GB (Poulpe Baleine n° 199, 2000).

George Lamare

Le Festival Polar Mauves en Noir et l'association des bénévoles de la Bibliothèque George Sand, La Mare aux livres, en hommage à George Sand, a imaginé en 2005 une héroïne emblématique, George Lamare, prise en charge par un auteur différent dans chaque nouvelle du recueil du festival. Elle est photo-reporter free lance, travaille pour l'agence Alpha et les grands hebdomadaires. Son moyen de locomotion favori est la moto. Elle aime le rhum et le muscadet. Elle engloutit toutes ses économies dans la restauration d'une vieille maison de pêcheurs à Mauves-sur-Loire. 
Le Ploupe
Une bande dessinée Le Ploupe de Thon paraît régulièrement dans le Psikopat.
Le Tamanoir

« Le Tamanoir est un personnage libre, curieux, contemporain. C'est quelqu'un qui va fouiller, à son compte, dans les désordres et les failles apparents du quotidien. Ce n'est ni un vengeur, ni le représentant d’une loi ou d’une morale, c'est un enquêteur un peu plus libertaire que d'habitude…  » Dans cette accroche, on reconnaît l'argument de départ de la série « Le Poulpe ». Le choix de cette accroche n'a rien de fortuit : Jean-Luc André d'Asciano confesse lui-même en postface regretter que le héros parisien n'ait pas « étendu ses tentacules jusqu'aux territoires inquiétants du fantastique. »

### Hommage musical
Le groupe punk Zampano a réalisé en collaboration avec les écrivains Jean-Bernard Pouy, Jean-Christophe Pinpin et El Loco Duende Le Bruit des boucliers, un EP de six titres consacré au « Poulpe ».
- Label : Bakalao Producto – BK003
- Format : CD, Mini-Album
- Sortie : 2004
- Illustration de la pochette : Jean-Claude Claeys

Pistes
| No | Titre                  | Auteur                                                                | Producteur(s)    | Durée |
| -- | ---------------------- | --------------------------------------------------------------------- | ---------------- | ----- |
| 1. | Le Bruit des boucliers | Jean-Christophe Pinpin et El Loco Duende                              | Bakalao Producto | 3:14  |
| 2. | Proverbalisme          | El Loco Duende d'après les titres de romans de la série « Le Poulpe » | Bakalao Producto | 2:39  |
| 3. | Il fait la bombe       | Jean-Christophe Pinpin et El Loco Duende                              | Bakalao Producto | 2:27  |
| 4. | Como Un Cobaya         |                                                                       | Bakalao Producto | 2:09  |
| 5. | Au fond                | Jean-Bernard Pouy                                                     | Bakalao Producto | 2:41  |
| 6. | Dans la mêlée          | Jean-Christophe Pinpin et El Loco Duende                              | Bakalao Producto | 3:37  |

## Expositions
- Un poulpe dans le Lac Léman ? : expositions des couvertures de Miles Hyman et des planches de bandes dessinées de Mako, Balez et Cochet pour la série « Le Poulpe » aux éditions Baleine. Galerie Basta ! (Lausanne), Bibliothèque de la Cité (Genève), du 6 au 21 février 1998.
- Star-Vache & Poulpe fiction, Hôtel du Département Conseil général du Puy-de-Dome, Clermont-Ferrand, du 30 janvier au 23 février 2002.
- Les dessous du Poulpe : Le Poulpe porte-t-il des kangourous ?, École Estienne (Paris), du 9 juin au 9 juillet 2008[38].
- La médiathèque en Poulpe position : de la zoologie à la littérature. Médiathèque de Contes (06), du 3 février au 28 mars 2015.
- Poulpe fiction : les 20 ans de la collection Le Poulpe, Bibliothèque des littératures policières (Paris), du 20 novembre 2015 au 31 mars 2016.

## Jeux de mots dans les titres des œuvres
Les jeux de mots dans les titres sont devenus l'apanage de la série. Les références littéraires comme cinéphiles sont présentes.
- La Petite Écuyère a cafté : "la petite cuillère à café". Cafter = dénoncer.
- Nazis dans le métro de Didier Daeninckx (1996) : Zazie dans le métro, de Raymond Queneau (1959).
- Ouarzazate et mourir, d'Hervé Prudon (1996) : titre inspiré de l'expression Vedi Napoli e poi muori, littéralement Vois Naples et puis meurs, plus souvent traduite en français par Voir Naples et mourir.
- Touchez pas au Grizzly de Jean-Pierre Huster (1997) : Touchez pas au grisbi !, œuvre d'Albert Simonin.
- Les Teutons Flingueurs de Stéphane Geffray (1999) : Les Tontons Flingueurs, titre de l'adaptation cinématographique de Grisbi or not grisbi, d'Albert Simonin.
- Poulpe Fiction d'Hubert Michel (2005) :  Pulp fiction, film du réalisateur américain Quentin Tarantino, sorti en 1994.
- Le Dolmen des Dieux, de Chrysostome Gourio (2010) : allusion bédéphile à l'album d'Astérix Le Domaine des Dieux, réalisé par René Goscinny et Albert Uderzo, sorti en 1971.

## Prix littéraires et distinctions
- 1995 : Prix Polar La Roche-sur-Yon, pour La Petite Écuyère a cafté, de Jean-Bernard Pouy (Le Poulpe Baleine n° 1, 1995).
- 1996 : Trophée 813 Maurice-Renault, pour La Petite Écuyère a cafté, de Jean-Bernard Pouy (Le Poulpe Baleine n° 1, 1995).
- 1996 : Grand prix Paul-Féval de littérature populaire de la SGDL, pour La Petite Écuyère a cafté de Jean-Bernard Pouy[40].
- 2015 : Prix des marins-pêcheurs guadeloupéens décerné par l'association Parole d'une Grande Terre, pour Sale eau de Montreuil, de Karl Dazin (Le Poulpe Baleine n° 283, 2014)[41].
- 2015 : Prix de l’E-polar pour La Petite Écuyère a cafté de Jean-Bernard Pouy ex-æquo avec Dominique Delahaye pour L’Année des fers chauds, à l’occasion du 20e anniversaire de la collection « Le Poulpe ». Prix décerné par un jury constitué de classes de 2de du lycée Henri-Avril de Lamballe[42].

### Revues et dossiers spéciaux
- Caïn : la revue sur laquelle vous devez garder l'œil n° 19 « Spécial Poulpe », automne 1996.
- Le Poulpe : dossier de presse, revue tirée à 1.000.000 ex., supplément gratuit de Ciné Live : le magazine du cinéma, édition spéciale octobre 1998, 13 p.
- L'Ours polar n° 9 « Spécial Poulpe », mars 2000[43].
- Ligne noire n° 15-16, automne-hiver 2003.
- La revue 813 : les amis de la littérature policière n° 121 « Les 20 ans du Poulpe et les séries fleuves à la française », mai-juin 2015.

### Monographies
- Libertaires et ultra-gauche contre le négationnisme / collectif ; préface Gilles Perrault. Paris : Reflex - No pasaran, 06/1996, 107 pages,  (ISBN 2-9507124-1-X).
- Négationnistes : Les Chiffonniers de l'histoire / collectif. Villeurbanne : Golias ; Paris : Syllepse, 1997, 234 pages,  (ISBN 2-911453-18-2) -  (ISBN 2-907993-46-1). Cet ouvrage comporte des contributions d'historiens (Philippe Videlier, Valérie Igounet), de sociologues (Alain Bihr), de philosophes (Pierine Piras), de psychanalystes (Emmanuel Chavaneau), de journalistes (Christian Terras, Guido Caldiron), d'écrivains (Roger Martin, Thierry Maricourt), de militants politiques (Georges Fontenis).
- Le Jeune Poulpe contre la Vieille Taupe / Didier Daeninckx ; illustrations Mako, Coureuil. Paris : Éd. Bérénice ; Montataire : Valmont, collection « Cétacé », septembre 1997, 40 pages,  (ISBN 2-911232-05-4).
- Mireille Piarotas, « Le Poulpe, récit populaire d'une violence sociale », dans Mireille Piarotas (dir.), Regards populaires sur la violence, Publications de l'Université de Saint-Étienne, collection « Centre interdisciplinaire d'études et de recherches sur l'expression contemporaine - Travaux » (no 98), Saint-Étienne, 2000, 292 pages,  (ISBN 2-86272-180-8), pages 265 à 289.
- Pieuvre à la Pouy / scénario de Francis Mizio ; illutrations Florence Cestac. Montpellier : 6 pieds sous terre, collection « Céphalopode » n° 14, août 2004, 41 pages,  (ISBN 2-910431-46-0).
- Quatre illustrateurs pour un roman noir : Claeys, Hyman, Loustal, Nicollet /conception Catherine Chauchard, Jean-Claude Claeys. Paris : Paris bibliothèques, 10/2008, 15 pages,  (ISBN 978-2-84331-167-3). Catalogue de l'exposition qui s'est tenue à Paris à la Bibliothèque des littératures policières, du 17 octobre 2008 au 31 janvier 2009.

### Travaux universitaires
- Le Poulpe : entre politique et littérature / Sacha Lomnitz ; sous la direction d'Éric Dayre. Paris : Université Paris 3, 1997, 142 p. Mémoire de maîtrise de Littérature générale et comparée.
- Le Poulpe pour mémoire : étude du personnage et de la collection « Le Poulpe », aux Éditions Baleine / Rodolphe Nicaisse ; sous la direction de Claire Meyrat-Vol. Bordeaux : Université Bordeaux 3, 2001, 67 p. Mémoire de Diplôme universitaire de technologie, Métiers du Livre option Édition-Librairie.
- Le Poulpe : d'une intention de renouveler un genre littéraire à l'émergence d'une série d'utilité publique / Nicolas Millet ; sous la direction de Anne-Elisabeth Halpern. Reims : Université de Reims-Champagne-Ardenne, 2001, 222 p. Mémoire de Lettres modernes.